# Liste der Kulturdenkmale in Hohnstein (Sächsische Schweiz)

Wappen von Hohnstein

Die Liste der Kulturdenkmale in Hohnstein enthält die Kulturdenkmale in Hohnstein.
Die Anmerkungen sind zu beachten.
Diese Liste ist eine Teilliste der Liste der Kulturdenkmale im Landkreis Sächsische Schweiz-Osterzgebirge. 

Diese Liste ist eine Teilliste der Liste der Kulturdenkmale in Sachsen.

## Legende
- Bild: Bild des Kulturdenkmals, ggf. zusätzlich mit einem Link zu weiteren Fotos des Kulturdenkmals im Medienarchiv Wikimedia Commons. Wenn man auf das Kamerasymbol klickt, können Fotos zu Kulturdenkmalen aus dieser Liste hochgeladen werden:
- Bezeichnung: Denkmalgeschützte Objekte und ggf. Bauwerksname des Kulturdenkmals
- Lage: Straßenname und Hausnummer oder Flurstücknummer des Kulturdenkmals. Die Grundsortierung der Liste erfolgt nach dieser Adresse. Der Link (Karte) führt zu verschiedenen Kartendiensten mit der Position des Kulturdenkmals. Fehlt dieser Link, wurden die Koordinaten noch nicht eingetragen. Sind diese bekannt, können sie über ein Tool mit einer Kartenansicht einfach nachgetragen werden. In dieser Kartenansicht sind Kulturdenkmale ohne Koordinaten mit einem roten bzw. orangen Marker dargestellt und können durch Verschieben auf die richtige Position in der Karte mit Koordinaten versehen werden. Kulturdenkmale ohne Bild sind an einem blauen bzw. roten Marker erkennbar.
- Datierung: Baubeginn, Fertigstellung, Datum der Erstnennung oder grobe zeitliche Einordnung entsprechend des Eintrags in der sächsischen Denkmaldatenbank
- Beschreibung: Kurzcharakteristik des Kulturdenkmals entsprechend des Eintrags in der sächsischen Denkmaldatenbank, ggf. ergänzt durch die dort nur selten veröffentlichten Erfassungstexte oder zusätzliche Informationen
- ID: Vom Landesamt für Denkmalpflege Sachsen vergebene, das Kulturdenkmal eindeutig identifizierende Objekt-Nummer. Der Link führt zum PDF-Denkmaldokument des Landesamtes für Denkmalpflege Sachsen. Bei ehemaligen Kulturdenkmalen können die Objektnummern unbekannt sein und deshalb fehlen bzw. die Links von aus der Datenbank entfernten Objektnummern ins Leere führen. Ein ggf. vorhandenes Icon  führt zu den Angaben des Kulturdenkmals bei Wikidata.

## Hohnstein
| Bild                                    | Bezeichnung | Lage                                    | Datierung                               | Beschreibung | ID       |
| --------------------------------------- | --- | --------------------------------------- | --------------------------------------- | --- | -------- |
|                                         | Denkmalschutzgebiet Hohnstein | (Karte)                                 |                                         | Vorschlag für ein Denkmalschutzgebiet Hohnstein | 09300015 |
| Direkt Bild zu diesem Denkmal hochladen | Gedenktafel | (Karte)                                 | 1887                                    | Medaillon mit Bildnis Götzingers, ortsgeschichtlich von Bedeutung. | 09303229 |
| Direkt Bild zu diesem Denkmal hochladen | Wegestein | (Karte)                                 | 19. Jh.                                 | verkehrsgeschichtlich von Bedeutung, ca. 1,75 m hoch. | 09254368 |
| Direkt Bild zu diesem Denkmal hochladen | Straßenbrücke über die Polenz | (Karte)                                 | 19. Jh.                                 | verkehrsgeschichtlicher und wissenschaftlich-dokumentarischer Wert. Ganz in der Nähe: einbogige Sandsteinbrücke vor der Heeselichtmühle ist anderes Objekt in Stolpen, OT Heeselicht, ID-Nr. 09254046. | 09289910 |
|                                         | Teufelsbrücke | (Karte)                                 | 1821 (Inschrift)                        | Bogenbrücke mit Brüstung – Sandstein, Inschrift: »Carl Gottlob. Carl Gotthelf. 1821: Ruszig. Aus Zeschnig«, baugeschichtlich von Bedeutung. Die Brücke ist die Verbindung von der westlichen Hochfläche zum Hocksteinfelsen. | 09303265 |
| Direkt Bild zu diesem Denkmal hochladen | Grenzstein | (Karte)                                 | 1. Hälfte 19. Jh.                       | Flur- oder Gemarkungsstein, regionalgeschichtlich von Bedeutung. Gemarkungsstein mit Aufschrift »Hohnstein« | 09254369 |
| Direkt Bild zu diesem Denkmal hochladen | Tafel zum Gedenken an Rechtsanwalt Karl Gautsch, Erforscher der Geschichte des Elbsandsteingebirges | (Flurstück 813) (Karte)                 | 1881                                    | | 09306669 |
|                                         | Eisenbahnbrücke der Schmalspurbahn Kohlmühle–Hohnstein | Am Stadtbad (Karte)                     | vor 1897                                | Eisenbahnbrücke der Schmalspurbahn Goßdorf-Kohlmühle–Hohnstein – eisenbahngeschichtlich und technikgeschichtlich von Bedeutung. Dreibogig (großer Mittelbogen, flankiert von zwei kleineren hufeisenförmigen Bögen). | 09254045 |
| Weitere Bilder                          | Bogenbrücke mit Geländer | Bärengarten (Karte)                     | bez. 1920 (Schlussstein)                | Sandstein, baugeschichtlich von Bedeutung. | 09251512 |
| Direkt Bild zu diesem Denkmal hochladen | Schinderhaus | Bärengarten 3 (Karte)                   | 1. Hälfte 19. Jh., Kern womöglich älter | Wohnstallhaus – baugeschichtlich und ortsgeschichtlich von Bedeutung. Obergeschoss Fachwerk, zum Teil massiv ausgefacht, Giebel verbrettert, Erdgeschoss Sandsteingewände, Haustür mit Korbbogen und Schlussstein. | 09254364 |
| Direkt Bild zu diesem Denkmal hochladen | Wegestein | Brandstraße (Karte)                     | 19. Jh.                                 | verkehrsgeschichtlich von Bedeutung. | 09254038 |
| Weitere Bilder                          | Brandgaststätte | Brandstraße 18; 20; 27 (Karte)          | 1882, Nr. 27                            | Ausflugslokal, Blockhaus und ehem. Logierhaus auf dem Brand – Beispiel für eine sehr frühzeitige touristische Erschließung des Aussichtspunktes Brand, baugeschichtlich und tourismusgeschichtlich von Bedeutung. Ausflugslokal (Nr. 27): Obergeschoss verbrettert, Dachüberstand im Schweizerstil, Erdgeschoss rustikal, Fenster der Gaststätte verändert, ehemaliges Logierhaus („Steinhaus“, Nr. 20): Erdgeschoss Werkstein, Obergeschoss Putz, Giebel verbrettert, steiles Satteldach, Blockhaus (Nr. 18) eingeschossig mit Drempelzone und weitem Dachüberstand, Freigespärre im Giebel. | 09254373 |
| Weitere Bilder                          | Haus Rosel (Villa Rosel) | Brandstraße 25 (Karte)                  | um 1900                                 | Wohnhaus – Teil der »Brand«-Bebauung, 1905 als Remise und Hausmeisterwohnung erbaut, baugeschichtlich und tourismusgeschichtlich von Bedeutung. Teils Fachwerk, teils massiv, flaches Satteldach mit Überstand. | 09227487 |
| Weitere Bilder                          | Ev. Stadtkirche Hohnstein | Dresdner Straße 2 (Karte)               | 1331 erstmals erwähnt                   | Stadtkirche Hohnstein – barocke Chorturmkirche von George Bähr, baugeschichtlich, kunstgeschichtlich und ortsgeschichtlich von Bedeutung. Äußeres schlicht mit abgeschrägten Ecken, quadratischer Chor mit halbrundem Abschluss, große rundbogige Fenster in Schiff und Chor, Inneres: Flachgedecktes Schiff auf querrechteckigem Grundriss, mit Kassettenbemalung, mit eingezogenem Chor, doppelgeschossige Emporen mit verglaster Loge, darauf „Marmormalerei“, Chor kreuzgratgewölbt, Empore mit zwei Logen, Portikuskanzelaltar von 1736 von Kirchner, hölzerne Taufe von 1738, Orgel von 1678 von Öhme, Prospekt von Schmieder 1731/32. | 09253994 |
| Direkt Bild zu diesem Denkmal hochladen | Wohnhaus | Fleischergasse 2 (Karte)                | 1. Hälfte 19. Jh.                       | Obergeschoss Fachwerk, Strukturbestandteil der Kernbebauung, baugeschichtlich von Bedeutung. Giebel verschiefert, weitgehend im ursprünglichen Aussehen erhalten, Fenster originale Größe, mit Anbau (Schleppdach). | 09254023 |
|                                         | Wohnhaus | Fleischergasse 4 (Karte)                | um 1800                                 | Obergeschoss Fachwerk, struktureller Bestandteil der Kernbebauung, baugeschichtlich von Bedeutung. Haustür mit Sandsteingewände, Holzkonstruktion im originalen Sinne erhalten, Fenster weitgehend in originaler Größe. | 09254024 |
|                                         | Wegweisersäule (Wegestein) | Knotenweg (Karte)                       | 19. Jh.                                 | verkehrsgeschichtlich von Bedeutung. | 09254048 |
| Direkt Bild zu diesem Denkmal hochladen | Gedenkstätte für die Opfer des Faschismus | Markt (Karte)                           | 1961                                    | ortsgeschichtlich von Bedeutung. Pfeiler mit stilisiertem Stacheldraht, Flammenschale. | 09253989 |
| Weitere Bilder                          | Sachgesamtheit Burg Hohnstein mit mehreren Einzeldenkmalen: Torbau, Unteres Schloss mit Turm, Seitengebäude und Torhaus zum Oberen Schloss mit Brauhaus, Burgkeller, Wehrgang und Bergfried sowie der ehemalige Burggarten (Gartendenkmal)                   | Markt 1 (Karte)                         | 16.–19. Jahrhundert                     | Sachgesamtheit Burg Hohnstein mit folgenden Einzeldenkmalen: Torbau zum unteren Burghof, Unteres Schloss mit Turm, Gedenktafel Konrad Hahnewald und rechtwinkliges Seitengebäude sowie Aussichtsplattform, Rampe (ehem. Zugbrücke) und Torhaus zum Oberen Schloss mit Brauhaus, Burgkeller, Wehrgang und Bergfried, weiterhin Jugendherbergsgebäude, gegenüber gelegenes Verfügungsgebäude (ehem. Café?), schließlich das Alte Schloss mit Aussichtsturm, und der westlich davon gelegene ehem. Burggarten (Gartendenkmal), darin einige Mauern und Gedenktafel »Leidensweg 1933–34«, zwei Solitärbäume sowie zwei Begrenzungsmauern des ehemaligen Bärengeheges mit gemauertem Bogen (Wasserdurchlass) im Bärengarten unterhalb des Burgbergs (Einzeldenkmal ID-Nr. 09253988) sowie der westlich und südlich der Burg gelegene ehemalige Burggarten (Gartendenkmal) – Anlage von großer geschichtlicher, baugeschichtlicher und landschaftsgestaltender Bedeutung. | 09302033 |
| Weitere Bilder                          | Torbau, Unteres Schloss mit Turm, Seitengebäude und Torhaus zum Oberen Schloss mit Brauhaus, Burgkeller, Wehrgang und Bergfried sowie der ehemalige Burggarten (Gartendenkmal) sowie Bärengarten unterhalb des Burgbergs (Einzeldenkmale zu ID-Nr. 09302033) | Markt 1 (Karte)                         | 16./20. Jh.                             | Einzeldenkmale der Sachgesamtheit Burg Hohnstein: Torbau zum unteren Burghof, Unteres Schloss mit Turm, Gedenktafel Hahnewald und rechtwinkliges Seitengebäude sowie Aussichtsplattform, Rampe (ehem. Zugbrücke) und Torhaus zum Oberen Schloss mit Brauhaus, Burgkeller, Wehrgang und Bergfried, weiterhin Jugendherbergsgebäude, gegenüber gelegenes Verfügungsgebäude (ehem. Café?), schließlich das Alte Schloss mit Aussichtsturm und der westlich und südlich davon gelegene ehem. Burggarten (Gartendenkmal), darin einige Mauern und Gedenktafel »Leidensweg 1933–34« sowie zwei Begrenzungsmauern des ehemaligen Bärengeheges mit gemauertem Bogen (Wasserdurchlass) im Bärengarten unterhalb des Burgbergs – Anlage von großer geschichtlicher, baugeschichtlicher und landschaftsgestaltender Bedeutung. | 09253988 |
|                                         | Wohnhaus in halboffener Bebauung | Markt 5 (Karte)                         | 18. Jh.                                 | Teil der Marktplatzbebauung, baugeschichtlich und platzbildprägend von Bedeutung, zweigeschossig, massiv. | 09253991 |
|                                         | Wohnhaus in geschlossener Bebauung und Nebengebäude | Markt 6 (Karte)                         | um 1850, Kern vor 1750                  | beide Gebäude Obergeschoss Fachwerk, baugeschichtlich und ortsbildprägend von Bedeutung. Traufständig, Obergeschoss Fachwerk (zum Teil Andreaskreuze), Dachausbau, späterer Geschäftseinbau im Erdgeschoss, dahinter liegendes Nebengebäude Fachwerk. | 09253990 |
|                                         | Gasthof „Am Hohen Stein“ | Marktgasse 1 (Karte)                    | 18./19. Jh.                             | Gasthof mit Anbau – Bestandteil der Ortskernbebauung, baugeschichtlich und ortshistorisch von Bedeutung. Zweigeschossig, steiles Satteldach mit großem Dachhecht, zum Teil Fachwerk-Struktur (Giebel), Pavillon-Anbau, schönes Türblatt, profiliertes Sandsteingewände, giebelständig zum Markt, bereits 1807 als Gaststätte geöffnet. | 09254020 |
| Direkt Bild zu diesem Denkmal hochladen | Wohnhaus | Marktgasse 2 (Karte)                    | 1. H. 19. Jh., evtl. älter              | Obergeschoss Fachwerk verbrettert, baugeschichtliche und städtebauliche Bedeutung. Auf hohem Steinsockel Fachwerk-Korb liegt z. T. schräg darauf auf. | 09303239 |
| Direkt Bild zu diesem Denkmal hochladen | Wohnhaus | Marktgasse 3 (Karte)                    | 1. Hälfte 19. Jh., Kern womöglich älter | Obergeschoss Fachwerk, baugeschichtlich und platzbildprägend von Bedeutung, steiles Satteldach, hohes Sockelgeschoss. | 09254032 |
| Direkt Bild zu diesem Denkmal hochladen | Wohnhaus | Marktgasse 4 (Karte)                    | um 1850, Kern womöglich älter           | Obergeschoss Fachwerk, Bestandteil der Ortskernbebauung, baugeschichtlich von Bedeutung. Erdgeschoss Sandsteingewände, Fenster gesprosst und in originaler Größe. | 09254019 |
| Direkt Bild zu diesem Denkmal hochladen | Lichtspiele Hohnstein; Puppenspielhaus | Max-Jacob-Straße 1 (Karte)              | 1936                                    | Ehemaliges Puppenspielhaus des Max Jacob (rekonstruiert) – im Heimatstil der 1930er Jahre, nach 1945 Kino, baugeschichtlich und ortsgeschichtlich von Bedeutung. Holzschindelgedecktes Walmdach mit Dachreiter (Hohnsteiner Kasper), Holzstützen und Kellenputzmauern, ursprünglich 1936 auf der Dresdner Gartenbauausstellung errichtet. | 09254011 |
|                                         | Wohnhaus in offener Bebauung | Max-Jacob-Straße 3 (Karte)              | 1920er Jahre                            | Obergeschoss verbrettert, Wohnhaus des für die Ortsgeschichte bedeutsamen Puppenspielers Max Jacob, baugeschichtlich und ortsgeschichtlich von Bedeutung. Obergeschoss verbrettert, Walmdach mit Dachhäuschen, Fenster gesprosst. | 09254010 |
|                                         | Postamt | Max-Jacob-Straße 7 (Karte)              | um 1900                                 | Postgebäude – zeittypischer Putzbau mit Zierfachwerk am Giebel, baugeschichtlich und ortsgeschichtlich von Bedeutung. Zweigeschossig, massiv, Krüppelwalmdach mit Überstand, Dachhäuschen und Giebel mit Zierfachwerk, profilierte Sandstein-Fenstergewände. | 09254366 |
| Direkt Bild zu diesem Denkmal hochladen | Villa, Villengarten und Einfriedung | Max-Jacob-Straße 12 (Karte)             | 1914 (Auskunft Eigentümer)              | zeittypischer Putzbau mit übergiebeltem Mittelrisalit, Mansardwalmdach, baugeschichtlich und landschaftsgestaltend von Bedeutung. Villa: Mansarddach mit Ochsenaugen, zwei Seiten mit griechisch gegiebeltem Dachhaus über Mittelrisalit mit Rundbogenfenstern, Schmalseite ebenfalls mit dreiecksgegiebeltem Dachhaus, Architekturvokabular dokumentiert repräsentativen Anspruch, doppelte Biberschwanzdeckung. | 09254367 |
| Weitere Bilder                          | Bahnhof Hohnstein | Max-Jacob-Straße 13 (Karte)             | vor 1897                                | Bahnhof Hohnstein (ohne Anbauten) und Nebengebäude – bau- und ortsgeschichtlich von Bedeutung. Empfangsgebäude zweigeschossig, roter Backstein, an den Ecken und über den Segmentbogenfenster gelb abgesetzt, Giebel mit gemauertem Rundbogenfries, Gurtgesims, Fenstersprossung im guten Denkmalsinne erneuert, Nebengebäude roter Backstein, eingeschossig. | 09254041 |
| Direkt Bild zu diesem Denkmal hochladen | Sachgesamtheit Friedhof Hohnstein mit mehreren Einzeldenkmalen: Kapelle, Grufthaus sowie Friedhof als Sachgesamtheitsteil | Obere Straße (Karte)                    | 19. Jh.                                 | Sachgesamtheit Friedhof Hohnstein mit folgenden Einzeldenkmalen: Kapelle, Grufthaus »Frau Cantor Druschke«, Nebengebäude, Grabmal Max Jacob, Grabmal Theo Eggink, Grabmal Elisabeth Grünwaldt, Stütz- und Einfriedungsmauern (Einzeldenkmal ID-Nr. 09254009), Friedhofsgestaltung (Gartendenkmal) sowie Friedhof als Sachgesamtheitsteil – ortsgeschichtlich und landschaftsgestaltend von Bedeutung. | 09302034 |
| Direkt Bild zu diesem Denkmal hochladen | Friedhofskapelle und Friedhof Hohnstein (Einzeldenkmale zu ID-Nr. 09302034) | Obere Straße (Karte)                    | 1717 (bez.)                             | Einzeldenkmale der Sachgesamtheit Friedhof Hohnstein: Kapelle mit Wandbild, Grufthaus »Frau Cantor Druschke«, Grabmal Max Jacob, Grabmal Theo Eggink, Grabmal Elisabeth Grünwaldt, Nebengebäude sowie Stütz- und Einfriedungsmauern – baugeschichtlich, heimatgeschichtlich und ortsgeschichtlich von Bedeutung. | 09254009 |
| Direkt Bild zu diesem Denkmal hochladen | Meilenstein | Obere Straße (Karte)                    | 1. Hälfte 19. Jh. (Meilenstein)         | mit Inschrift »Schandau 1,40 M«, verkehrsgeschichtlich von Bedeutung. Sandstein. | 09254008 |
| Direkt Bild zu diesem Denkmal hochladen | Gasthof „Weißer Hirsch“ | Obere Straße 1 (Karte)                  | vor 1807                                | Gasthof mit Wohnhausanbau und Freisitzterrasse – baugeschichtlich und ortsgeschichtlich von Bedeutung, Rosskastaniengruppe ortsbildprägend. Giebelständig zum Marktplatz, zweigeschossig, mit Sandsteingewänden, Verlängerung: Wohnhaus mit Fachwerk in beiden Geschossen, bereits 1807 als Gaststätte geöffnet, vier geschnittene Rosskastanien (Aesculus hippocastanum) auf Freisitzterrasse zum Markt. | 09253995 |
|                                         | Stadt-Apotheke | Obere Straße 2 (Karte)                  | bez. 1721                               | Wohnhaus mit Apotheke und zwei Nebengebäude – Obergeschoss Fachwerk, an zentraler Stelle entscheidend ortsbildprägend, baugeschichtlich und ortsgeschichtlich von Bedeutung. Obergeschoss und Giebel mit aufwendiger Holzkonstruktion und -ornamentierung (Zahnschnitt, Andreaskreuze), Fenster in originaler Sprossung, Erdgeschoss Sandsteingewände, profiliertes Seitenportal mit Wappen, steiles Satteldach mit alter Biberschwanzdeckung, Ostseite Fachwerk aufgebrettert, giebelständig. | 09253992 |
|                                         | Wohnhaus in halboffener Bebauung | Obere Straße 3 (Karte)                  | 2. Hälfte 18. Jh.                       | Obergeschoss Fachwerk, baugeschichtlich und straßenbildprägend von Bedeutung. Obergeschoss Fachwerk, gedrungener Baukörper mit Krüppelwalmdach, Erdgeschoss mit Sandsteingewänden, Haustürgewände mit Schlussstein. | 09254001 |
|                                         | Wohnhaus in halboffener Bebauung | Obere Straße 5 (Karte)                  | 1. Hälfte 19. Jh.                       | Obergeschoss Fachwerk, baugeschichtlich und ortsbildprägend von Bedeutung. Obergeschoss Fachwerk, Giebel überstehend, Erdgeschoss verändert, Fenster Obergeschoss originale Größe. | 09254003 |
|                                         | Wohnhaus und Nebengebäude | Obere Straße 6; 8 (Karte)               | 1. Hälfte 19. Jh., Kern womöglich älter | beide Gebäude Obergeschoss Fachwerk, baugeschichtlich und ortsbildprägend von Bedeutung. Straßenseite Sandsteingewände, doppelte Biberschwanzdeckung. | 09254035 |
| Direkt Bild zu diesem Denkmal hochladen | Wohnhaus | Obere Straße 7 (Karte)                  | 1. Hälfte 19. Jh.                       | Obergeschoss Fachwerk, baugeschichtlich und straßenbildprägend von Bedeutung. Obergeschoss Fachwerk, Giebelseite verschiefert, Erdgeschoss Sandsteingewände, Fenster Obergeschoss gesprosst und in originaler Größe. | 09254034 |
|                                         | Wohnhaus | Obere Straße 10 (Karte)                 | um 1850, Kern älter                     | Obergeschoss Fachwerk, baugeschichtlich und straßenbildprägend von Bedeutung. Obergeschoss Fachwerk, Giebel verbrettert, Krüppelwalmdach, Fenster originale Größe. | 09254018 |
|                                         | Wohnhaus | Obere Straße 17 (Karte)                 | 2. Hälfte 18. Jh.                       | beide Geschosse Fachwerk, sehr ursprünglich erhalten, Seltenheitswert, baugeschichtlich und ortsbildprägend von Bedeutung. Fenster gesprosst und originale Größe. | 09254017 |
|                                         | Wohnhaus | Obere Straße 23 (Karte)                 | bez. 1796 (Türstock)                    | Obergeschoss Fachwerk, einziges in der Häuserreihe weitgehend ursprünglich erhaltenes Zeugnis der Holzbauweise, baugeschichtlich von Bedeutung. Obergeschoss Fachwerk, Giebel verbrettert, profilierter Türstock mit Schlussstein, Erdgeschoss verändert. | 09254016 |
|                                         | Wohnhaus | Obere Straße 25 (Karte)                 | 1. H. 19. Jh.                           | Obergeschoss Fachwerk, baugeschichtlich und städtebaulich von Bedeutung. Erdgeschoss massiv, Obergeschoss Straßenseite Sicht-Fachwerk, weitgehend ursprüngliches Wand-Öffnungs-Verhältnis, Satteldach zur Bergseite zum Schleppdach verlängert. | 09300584 |
|                                         | Wohnhaus | Obere Straße 31 (Karte)                 | 1. Hälfte 19. Jh.                       | Obergeschoss Fachwerk, mit Nr. 35 letztes Beispiel von sichtbarer Holzbauweise in der Platzsituation, baugeschichtlich von Bedeutung. Obergeschoss zum Teil Fachwerk, Giebel verbrettert, Sandsteintreppe und -gewände teilweise verändert Fenster gesprosst und originale Größe. | 09254014 |
|                                         | Wohnhaus | Obere Straße 35 (Karte)                 | 2. Hälfte 19. Jh.                       | Obergeschoss Fachwerk, mit Nr. 31 letztes Beispiel von sichtbarer Holzbauweise in der Platzsituation, baugeschichtlich von Bedeutung. Obergeschoss Fachwerk, Sandsteinportal mit altem Türblatt, Sandsteingewände und -treppe. | 09254013 |
|                                         | Wohnhaus | Pechhüttenweg 1 (Karte)                 | 17. Jh. (Grundmauern)                   | Obergeschoss Fachwerk, erste Schule des Ortes, baugeschichtlich, ortsgeschichtlich und straßenbildprägend von Bedeutung, eines der ältesten Gebäude im Ort. Obergeschoss Fachwerk, verputzt, Korbbogenportale, Geburtshaus von Christoph Gottlieb Schröter (1699–1782), dem Erfinder des Hammerklaviers, alte Biberschwanzdeckung. | 09253993 |
|                                         | Wohnstallhaus | Pechhüttenweg 3 (Karte)                 | 2. Hälfte 18. Jh.                       | Obergeschoss Fachwerk, baugeschichtlich und ortsbildprägend von Bedeutung. Obergeschoss Fachwerk, Giebelseite verkleidet, steiles Satteldach über altem Baukörper. | 09254363 |
|                                         | Rußigmühle | Polenztal 4 (Karte)                     | bez. 1849                               | Wohnmühlenhaus und zwei Nebengebäude eines ehemaligen Mühlenanwesens – heute Gasthof, Wohnmühlenhaus Obergeschoss Fachwerk, Nebengebäude verbretterte Holzkonstruktion, baugeschichtlich und ortshistorisch von Bedeutung. Wohnmühlenhaus: Obergeschoss und Giebel Fachwerk, Erdgeschoss mit Sandsteingewänden, Fenster in originaler Größe. | 09254044 |
| Direkt Bild zu diesem Denkmal hochladen | Wohnhaus in halboffener Bebauung | Rathausstraße 2 (Karte)                 | um 1850                                 | Obergeschoss Fachwerk verbrettert, weitgehend ursprünglich erhaltener Bestandteil der Ortskernbebauung, baugeschichtlich von Bedeutung. Obergeschoss und Giebel Fachwerk, verbrettert, Erdgeschoss mit Winterfenstern, Fenstergrößen original. | 09254021 |
|                                         | Ehem. Beamtenhaus | Rathausstraße 3 (Karte)                 | nach 1900                               | Wohnhaus in offener Bebauung – Bestandteil der reizvollen Platzsituation am Rathaus, baugeschichtlich und platzbildprägend von Bedeutung. Mit Dachüberstand und aufwändigen Fachwerk-Giebeln in der Art von Rathaus und Apotheke, doppelter hechtartiger Dachausbau. | 09254025 |
| Direkt Bild zu diesem Denkmal hochladen | Wohnhaus | Rathausstraße 4 (Karte)                 | 1. Hälfte 19. Jh., Kern womöglich älter | Obergeschoss Fachwerk, Bestandteil der Ortskernbebauung, baugeschichtlich von Bedeutung. Obergeschoss Fachwerk, Giebel verbrettert. | 09254022 |
| Direkt Bild zu diesem Denkmal hochladen | Wohnhaus | Rathausstraße 5 (Karte)                 | bez. 1725 (Türstock)                    | Obergeschoss Fachwerk, Bestandteil der reizvollen Platzsituation am Rathaus, baugeschichtlich und platzbildprägend von Bedeutung. Obergeschoss Fachwerk, an den Längsseiten verputzt, Giebel verbrettert, Sandstein-Portalgewände mit Kämpfer und Schlussstein, Fenster gesprosst und in originaler Größe. | 09254026 |
| Direkt Bild zu diesem Denkmal hochladen | Wohnhaus | Rathausstraße 9; 11 (Karte)             | um 1800                                 | Obergeschoss Fachwerk, Bestandteil der reizvollen Platzsituation am Rathaus, baugeschichtlich und platzbildprägend von Bedeutung. Obergeschoss Fachwerk, Giebel verbrettert, Erdgeschoss verändert. | 09254027 |
|                                         | Rathaus und winkelförmiges Nebengebäude | Rathausstraße 10 (Karte)                | 1688                                    | früher Brauerei und Korkfabrik, Obergeschoss Fachwerk, baugeschichtlich, ortsgeschichtlich und platzbildprägend von Bedeutung. Rathaus: stattlicher zweigeschossiger Bau mit hohem Sockel zum Gefälle hin, mit aufwendigem Fachwerk im Obergeschoss und Giebel (Zahnschnitt, vier Zonen Andreaskreuze), profilierte Sandsteinportale, aufwendige Fenstersprossung, Dachreiter, Satteldach mit Schleppgaupe und fünf Fledermausgaupen, doppelte Biberschwanzdeckung, Nebengebäude mit Oberlaube, Steintrog vor dem Nebengebäude. | 09254029 |
| Direkt Bild zu diesem Denkmal hochladen | Wohnhaus | Rathausstraße 12 (Karte)                | 1. Hälfte 19. Jh.                       | Obergeschoss Fachwerk, Bestandteil der Ortskernstruktur, baugeschichtlich von Bedeutung. Obergeschoss Fachwerk, Giebel verbrettert, Fenster gesprosst und in originaler Größe, Krüppelwalmdach. | 09254030 |
| Direkt Bild zu diesem Denkmal hochladen | Schule | Rathausstraße 18 (Karte)                | um 1905                                 | Schule (ohne Anbau) und rückwärtig gelegenes Toilettenhäuschen – baugeschichtlich und ortsgeschichtlich von Bedeutung. | 09302052 |
| Direkt Bild zu diesem Denkmal hochladen | Transformatorenhäuschen | Röhrenweg (Karte)                       | um 1920                                 | technikgeschichtlich von Bedeutung, vertikaler Baukörper, steiles Satteldach. | 09254037 |
| Direkt Bild zu diesem Denkmal hochladen | Kriegerdenkmal | Röhrenweg (Karte)                       | nach 1918                               | Kriegerdenkmal für die Gefallenen des Ersten Weltkrieges und Gedenkstein Zweiter Weltkrieg – ortsgeschichtlich von Bedeutung. Mauer mit zwei Sandsteinplatten und Kreuz mit Säbel. | 09254036 |
| Direkt Bild zu diesem Denkmal hochladen | Wegestein | Schandauer Straße (Karte)               | 19. Jh.                                 | verkehrsgeschichtlich von Bedeutung. aus Granit, saniert. | 09254168 |
|                                         | Grundmühle | Schandauer Straße 22 (Karte)            | erstmals erwähnt 1562                   | Mühlenanwesen mit Wohnstallhaus und zwei Nebengebäuden – Wohnstallhaus Obergeschoss Fachwerk, Giebel verbrettert, sowie vier Sandsteintröge und eine Sandstein-Bogenbrücke – baugeschichtlich, ortsgeschichtlich und technikgeschichtlich von Bedeutung. Wohnstallhaus: Obergeschoss Fachwerk, Giebel verbrettert, Krüppelwalmdach, korbbogige Portale, Erdgeschoss Sandsteingewände, Stall mit Gewölbe, bezeichnet 1802 im Türsturz, Scheune: preußisches Fachwerk, zum Teil verbrettert, anderes Wirtschaftsgebäude verbrettert, Mühlgraben, Radkammer verfüllt. | 09254169 |
|                                         | Napoleonschanze | Schanzberg (Karte)                      | 1813                                    | Erdwall um Granitkuppe, Geschützstellung aus der Zeit der Napoleonischen Kriege zur Sicherung der Ziegenrückenstraße, militärgeschichtlich von Bedeutung. | 09254365 |
|                                         | Wohnhaus | Schulberg 1 (Karte)                     | vor 1724                                | Obergeschoss Fachwerk, eines der ältesten Gebäude im Ort (überstand den Brand von 1724), baugeschichtlich und sozialgeschichtlich von Bedeutung. Obergeschoss Fachwerk, Kopfband, an der Giebelseite verbrettert, Satteldach zur Traufe abgewalmt, weitgehend im ursprünglichen Aussehen erhalten, Fenster in originaler Größe. | 09253996 |
|                                         | Pfarrhaus in offener Bebauung | Schulberg 3 (Karte)                     | um 1750                                 | baugeschichtlich und ortsgeschichtlich von Bedeutung. Massives, zweigeschossiges, breitgelagertes Gebäude mit Walmdach, zwei profilierte Türgewände mit Schlussstein, alle Fenster mit Sandsteingewänden. | 09253997 |
| Direkt Bild zu diesem Denkmal hochladen | Meilenstein | Schulberg 3 (bei) (Karte)               | 1. Hälfte 19. Jh. (Meilenstein)         | mit Kronenrelief, verkehrsgeschichtlich von Bedeutung. | 09253999 |
|                                         | Schule | Schulberg 6 (Karte)                     | 1. Hälfte 19. Jh.                       | Putzbau mit Mansardwalmdach mit Schopf, baugeschichtlich und ortsgeschichtlich von Bedeutung. Massiv, zweigeschossig, mit großem Krüppelmansarddach. | 09254000 |
|                                         | Forsthaus | Schulberg 8 (Karte)                     | 18. Jh.                                 | Putzbau mit Mansardwalmdach mit Schopf, später Anbau aus der Zeit um 1900 mit Zierfachwerk, baugeschichtlich und ortsgeschichtlich von Bedeutung. Zweigeschossig, mit Krüppelmansarddach, Anbau mit Zierfachwerk-Giebel in der Mode der Jahrhundertwende, Fenster gesprosst, Sandsteingewände. | 09253998 |
| Direkt Bild zu diesem Denkmal hochladen | Felsenkeller | Sebnitzer Straße (Karte)                | bez. 1881                               | wirtschaftsgeschichtlich von Bedeutung. | 09254004 |
| Direkt Bild zu diesem Denkmal hochladen | Meschkes Gasthaus | Sebnitzer Straße 1 (Karte)              | um 1800                                 | Obergeschoss Fachwerk, weitgehend im ursprünglichen Aussehen erhalten, baugeschichtlich und ortsgeschichtlich von Bedeutung. Obergeschoss Fachwerk, Frackdach, mit profiliertem Portalgewände, Fenster Obergeschoss in originaler Größe. | 09254006 |
| Direkt Bild zu diesem Denkmal hochladen | Wegestein | Sebnitzer Straße 10 (vor) (Karte)       | 19. Jh.                                 | verkehrsgeschichtlich von Bedeutung. | 09254039 |
| Direkt Bild zu diesem Denkmal hochladen | Wasserhaus | Sebnitzer Straße 14 (gegenüber) (Karte) | nach 1900                               | technikgeschichtlich von Bedeutung. | 09254040 |
| Direkt Bild zu diesem Denkmal hochladen | Neubauernhaus | Sebnitzer Straße 22 (Karte)             | 1948                                    | eines der wenigen weitgehend ursprünglich erhaltenen Beispiele dieses Haustyps aus der Nachkriegszeit, baugeschichtlich und sozialgeschichtlich von Bedeutung. Langgestrecktes Gebäude mit Satteldach, Wohnteil, Stall und Scheune integriert. | 09254370 |
| Direkt Bild zu diesem Denkmal hochladen | Wohnhaus | Teichgasse 4 (Karte)                    | um 1800                                 | Obergeschoss Fachwerk, Zeugnis der Volksbauweise, baugeschichtlich von Bedeutung. Obergeschoss Fachwerk, zum Teil verbrettert, Giebel verschiefert, Veränderungen der Fenster im Erdgeschoss. | 09254012 |
| Direkt Bild zu diesem Denkmal hochladen | Wohnhaus | Teichgasse 8 (Karte)                    | Anfang 19. Jh.                          | Obergeschoss Fachwerk verbrettert, baugeschichtlich von Bedeutung. Obergeschoss und Giebel Fachwerk, verbrettert, Anbau neueren Datums. | 09254031 |
| Direkt Bild zu diesem Denkmal hochladen | Wohnhaus (ohne Anbau) | Teichgasse 10 (Karte)                   | 1. Hälfte 19. Jh.                       | Obergeschoss Fachwerk, baugeschichtlich von Bedeutung. Obergeschoss Fachwerk verputzt, Sandstein-Korbbogenportal. | 09254015 |
| Direkt Bild zu diesem Denkmal hochladen | Erholungsheim | Waldstraße 22 (Karte)                   | 1914                                    | aufwändiger Reformbau in neobarocken Formen, baugeschichtlich und künstlerisch von Bedeutung. Tiefgezogenes abgewalmtes Mansarddach mit Dachreiter, Mittelrisalit mit Segmentbogenabschluss, Portal mit kleiner Freitreppe und Tierkreiszeichen-Relief, Fenstersprossung erhalten, Biberschwanzdeckung. | 09254042 |

## Cunnersdorf
| Bild                                    | Bezeichnung                                                  | Lage                              | Datierung                                | Beschreibung | ID       |
| --------------------------------------- | ------------------------------------------------------------ | --------------------------------- | ---------------------------------------- | --- | -------- |
| Weitere Bilder                          | Kriegerdenkmal                                               | Bockmühlenstraße (Karte)          | nach 1918 (Kriegerdenkmal)               | Denkmal für die Gefallenen des Ersten Weltkrieges – ortsgeschichtlich von Bedeutung. Monolith auf dreiteiligem Sockel mit Eisernem Kreuz, Helm und Beschriftung, II. Weltkrieg: gegiebelte Stele mit Eisernem Kreuz und Inschriftplatte. | 09254100 |
| Direkt Bild zu diesem Denkmal hochladen | Wohnhaus                                                     | Bockmühlenstraße 4 (Karte)        | 18. Jh.                                  | Obergeschoss Fachwerk verkleidet, baugeschichtlich von Bedeutung. Erdgeschoss verändert, mit Frackdach. | 09254098 |
|                                         | Wohnstallhaus                                                | Bockmühlenstraße 23 (Karte)       | Kern 18. Jh.                             | Obergeschoss Fachwerk, baugeschichtlich von Bedeutung. Fenster Obergeschoss weitgehend in originaler Größe, Giebelseite verkleidet. | 09254096 |
|                                         | Nördliches Wohnstallhaus eines Dreiseithofes                 | Bockmühlenstraße 32 (Karte)       | Türgewände bez. 1859                     | Obergeschoss Fachwerk, in exponierter Waldhufenlage, baugeschichtlich von Bedeutung, bild- und strukturprägend. Die beiden anderen Seiten des Hofes entscheidend verändert, Wohnstallhaus: Erdgeschoss massiv, Sandsteingewände, Granit-Türschwelle, Wand-Öffnung-Verhältnis weitgehend intakt, zwei Drittel des langen Gebäudes nimmt der Stall-/Wirtschaftstrakt ein, dort mehrere Ziegel-Kreuzgratgewölbe, teilweise Grundrissänderung, unterm Wohnteil Tonnengewölbe (behauener Stein, verputzt), Fachwerk intakt, Giebel-Rückseite verbrettert.                              | 09254099 |
|                                         | Wohnstallhaus, Seitengebäude und Scheune eines Dreiseithofes | Bockmühlenstraße 33 (Karte)       | lt. Auskunft 1746                        | Wohnhaus Obergeschoss Fachwerk verkleidet, mit Sandsteintrog – baugeschichtlich und wirtschaftsgeschichtlich von Bedeutung. Wohnstallhaus: Obergeschoss Fachwerk verschiefert, Kniestock, große massive Scheune an der Feldseite, Seitengebäude ebenfalls Obergeschoss Fachwerk. Fenster in originaler Größe. | 09254095 |
|                                         | Wohnstallhaus                                                | Bockmühlenstraße 35 (Karte)       | um 1850                                  | Obergeschoss Fachwerk, regionaltypische Holzbauweise, baugeschichtlich von Bedeutung. Fenster in originaler Größe, verbrettert, Erdgeschoss Sandsteingewände. | 09254094 |
|                                         | Wohnstallhaus                                                | Bockmühlenstraße 36 (Karte)       | Türstock bez. 1869                       | Obergeschoss Fachwerk verkleidet, baugeschichtlich von Bedeutung. Fenster Obergeschoss weitgehend in originaler Größe erhalten, Gebäude seitlich verschiefert, Giebel verschalt, Haustürgewände bekrönt. | 09254101 |
| Weitere Bilder                          | Häusleranwesen                                               | Bockmühlenstraße 37 (Karte)       | 1. Hälfte 19. Jh.                        | Obergeschoss Fachwerk, bau- und sozialgeschichtlich von Bedeutung. Fenster Obergeschoss in originaler Größe, Giebelseite verbrettert, Frackdach. | 09254093 |
| Weitere Bilder                          | Südliches Wohnstallhaus (Umgebinde) eines Vierseithofes      | Bockmühlenstraße 40 (Karte)       | Türstock bez. 1851, im Kern älter        | Obergeschoss Fachwerk verbrettert, Giebel verkleidet, baugeschichtliche Bedeutung. Umgebinde-Rest rechts 2/2 Joche, Fenster Obergeschoss in originaler Größe, Längsseite verbrettert, drei Türen klassizistisch gegiebelt. | 09254104 |
|                                         | Zwei Wohnstallhäuser und Scheune eines Dreiseithofes         | Bockmühlenstraße 41; 43 (Karte)   | 18. Jh. (Nr. 41)                         | nördliches Wohnstallhaus Obergeschoss Fachwerk verbrettert, östliches Wohnstallhaus Obergeschoss Fachwerk verkleidet, mit integrierter Scheune, in seiner Struktur erhalten gebliebener Hof, trägt zum Ortsbild bei, baugeschichtlich und wirtschaftsgeschichtlich von Bedeutung. Wohnstallhaus Nr. 41: Obergeschoss Fachwerk verkleidet, Giebel ornamental verschiefert, gedrungener Baukörper, neobarock geschwungenes Haustürgewände, originale Fenstergrößen, Wohnstallhaus Nr. 43 (womöglich Ausgedinge): Obergeschoss Fachwerk verkleidet, große Holzscheune zur Feldseite. | 09254092 |
|                                         | Wohnhaus                                                     | Bockmühlenstraße 42 (Karte)       | um 1880                                  | Putzbau mit übergiebeltem Mittelrisalit, feine Putzgliederung, im Ortskontext singulär, baugeschichtlich von Bedeutung. Mit 24-stufiger Freitreppe, zweigeschossig, massiv, mit zentralem, gegiebelten Mittelrisalit, Eckrustizierungen, Fensterbekrönungen, Traufgesims, zeitgenössisches Türblatt. | 09254103 |
|                                         | Östliches Wohnhaus eines Bauernhofes                         | Bockmühlenstraße 49 (Karte)       | bez. 1840                                | ehemaliges Erbgericht, großes Wohnhaus eines Dreiseithofes, baugeschichtlich und ortshistorisch von Bedeutung. Mit 4 × 12 Achsen, gedrungenem Baukörper und Krüppelwalmdach, traufseitig zur Dorfachse im Zentrum des Ortes stehend, drei bekrönte Sandsteinportale, Giebel mit Palladiomotiv. | 09254090 |
|                                         | Transformatorenhäuschen                                      | Bockmühlenstraße 51 (bei) (Karte) | 1920er Jahre                             | technikgeschichtlich von Bedeutung, mit steilem Satteldach. | 09254091 |
|                                         | Zwei Wohnstallhäuser eines Dreiseithofes                     | Bockmühlenstraße 52; 54 (Karte)   | Schlussstein bez. 1793, Nr. 54           | beide Gebäude Obergeschoss Fachwerk, baugeschichtlich und ortsbildprägend von Bedeutung. Größeres: Obergeschoss Fachwerk verschalt, erhaltene Holzkonstruktion, mächtiger Baukörper, kleineres: Obergeschoss Fachwerk, zum Teil verbrettert, zwei Sandsteinportale mit Schlussstein, Fenster gesprosst und in originaler Größe. | 09254111 |
| Weitere Bilder                          | Wohnstallhaus                                                | Bockmühlenstraße 56; 58 (Karte)   | um 1850                                  | Obergeschoss Fachwerk verbrettert, Giebel verschiefert, baugeschichtliche Bedeutung. Fenster Obergeschoss leicht verändert, Teil des Fachwerks ausgemauert, Giebelseite verschiefert, bekrönte Türgewände, Erdgeschoss Winterfenster. | 09254110 |
| Weitere Bilder                          | Wohnstallhaus und Scheune eines Zweiseithofes                | Bockmühlenstraße 59 (Karte)       | Türstock bez. 1852                       | Wohnstallhaus eines Zweiseithofes Obergeschoss Fachwerk verbrettert, baugeschichtlich und wirtschaftsgeschichtlich von Bedeutung, bildprägende Hofanlage. Fenster weitgehend im ursprünglichen Sinne erhalten, drei klassizistisch gegiebelte Türgewände. | 09254102 |
| Weitere Bilder                          | Wohnstallhaus                                                | Bockmühlenstraße 61 (Karte)       | bez. 1843, Kern wesentlich älter         | Obergeschoss Fachwerk, baugeschichtlich von Bedeutung. Stallteil erneuert, breite Schwelle, Fenster weitgehend in originaler Größe, lediglich im Giebel und auf der Rückseite sind Fenster einmal vergrößert worden, Giebel verbrettert, Haustür Sandsteingewände mit Korbbogenschluss. | 09254105 |
| Weitere Bilder                          | Schule mit Einfriedung                                       | Bockmühlenstraße 63 (Karte)       | 1912                                     | Authentisch erhaltenes landschaftstypisches Gebäude, orts-, sozial- und baugeschichtliche Bedeutung | 09307225 |
|                                         | Wohnstallhaus mit integrierter Scheune                       | Bockmühlenstraße 64 (Karte)       | um 1800                                  | Obergeschoss Fachwerk, baugeschichtlich von Bedeutung. Erdgeschoss verändert, Obergeschoss teils verbrettert, Frackdach. | 09254108 |
| Direkt Bild zu diesem Denkmal hochladen | Auszugshaus, Wohnstallhaus und Scheune eines Dreiseithofes   | Bockmühlenstraße 67; 69 (Karte)   | bez. 1856                                | Auszugshaus Obergeschoss Fachwerk verbrettert, Wohnstallhaus Obergeschoss Fachwerk verbrettert, baugeschichtlich und wirtschaftsgeschichtlich von Bedeutung, bildprägende Hofanlage. Fenster in den Obergeschoss der Wohnhäuser originale Größe, Obergeschoss verbrettert, Scheune ebenfalls Holzkonstruktion, Wohnhaus mit Winterfenstern im Erdgeschoss. | 09254106 |
| Direkt Bild zu diesem Denkmal hochladen | Nördliches Wohnstallhaus eines Dreiseithofes                 | Bockmühlenstraße 77 (Karte)       | Türgewände bez. 1847, Kern älter         | Obergeschoss Fachwerk verkleidet, baugeschichtliche Bedeutung. | 09254107 |
| Weitere Bilder                          | Wohnstallhaus (Umgebinde)                                    | Im Polenztal 4 (Karte)            | Ausfachung rechts über Haustür bez. 1799 | Obergeschoss Fachwerk, baugeschichtlich von Bedeutung. Umgebinde links 2/2 Joche, Fenster in originaler Größe, Giebel verbrettert, Erdgeschoss Feldstein, Türsturz Sandstein, Umgebinde Kopfbänder, Blockstube; ehem. Auszugshaus der Bockmühle, vom Bockmüller Johann George Hartmann 1799 errichtet. | 09254050 |

## Ehrenberg
| Bild                                    | Bezeichnung                                                                              | Lage                             | Datierung                                    | Beschreibung | ID       |
| --------------------------------------- | ---------------------------------------------------------------------------------------- | -------------------------------- | -------------------------------------------- | --- | -------- |
| Direkt Bild zu diesem Denkmal hochladen | Wegestein                                                                                | (Karte)                          | 19. Jh.                                      | verkehrsgeschichtlich von Bedeutung. | 09254053 |
|                                         | Wegestein                                                                                | (Karte)                          | 19. Jh.                                      | verkehrsgeschichtlich von Bedeutung. | 09254051 |
|                                         | Wohnstallhaus und Seitengebäude eines Zweiseithofes                                      | Hauptstraße 1 (Karte)            | Türstock bez. 1876                           | Wohnstallhaus Obergeschoss Fachwerk, Drempel verbrettert, Seitengebäude Obergeschoss Fachwerk verbrettert, baugeschichtlich und wirtschaftsgeschichtlich von Bedeutung. Fenster Obergeschoss in originaler Größe, Giebel und Drempel verkleidet, Seitengebäude ebenfalls mit Holzkonstruktion. | 09254083 |
|                                         | Nördliches Wohnhaus, westliches Seitengebäude und östliche Scheune eines Vierseithofes   | Hauptstraße 41 (Karte)           | 2. Hälfte 19. Jh.                            | Vierseithof – Wohnhaus Putzbau mit Drempel und Walmdach, Seitengebäude massiv, Gurtgesims, zwei übergiebelte Heuluken, Satteldach, Scheune verbretterte Holzkonstruktion, baugeschichtlich und wirtschaftsgeschichtlich von Bedeutung, bildprägende Hofanlage. Wohnhaus: massiv, rötlicher Putz, Walmdach, Biberschwanzdeckung, Sprossenfenster, Gurtgesimse, zum Teil Fensterbekrönungen, Winterfenster im Erdgeschoss, Seitengebäude ebenfalls massiv, mit Giebel-Zwillingsfenstern, Scheune Holzkonstruktion.                                | 09254080 |
| Weitere Bilder                          | Zwei Wohnstallhäuser eines ehem. Dreiseithofes                                           | Hauptstraße 53; 55 (Karte)       | bez. 1869 (Wohnstallhaus Nr. 53)             | beide Gebäude Obergeschoss Fachwerk, davor Trog – baugeschichtlich und wirtschaftsgeschichtlich von Bedeutung. Haus Nr. 53: Fenstergrößen weitgehend original, Satteldach mit Überstand (original?), Nr. 55: Fenster weitgehend in originaler Größe, Giebelseite verbrettert, drei bekrönte Sandstein-Türgewände. | 09254075 |
| Weitere Bilder                          | Wohnstallhaus                                                                            | Hauptstraße 54 (Karte)           | wohl 1. Hälfte 19. Jh.                       | Obergeschoss Fachwerk, baugeschichtlich von Bedeutung, bildprägend. Erdgeschoss massiv, Stallteil nicht mehr erkennbar, Plastefenster, Bestandteil des Ortsbildes mit hohem Fachwerk-Anteil. | 09254082 |
|                                         | Wohnstallhaus und Ausgedinge eines Bauernhofes                                           | Hauptstraße 59; 61 (Karte)       | Türstock bez. 1844                           | beide Gebäude Obergeschoss Fachwerk verbrettert, bau- und sozialgeschichtlich von Bedeutung. Wohnstallhaus: Fenstergrößen original, Krüppelwalmdach, zum Teil Frackdach, Ausgedinge weitgehend ursprünglich erhaltenes Gebilde. | 09254074 |
| Weitere Bilder                          | Westliches Wohnstallhaus eines Dreiseithofes                                             | Hauptstraße 68 (Karte)           | Türstock bez. 1866                           | Obergeschoss Fachwerk, Giebel ornamental verschiefert, baugeschichtlich von Bedeutung, bildprägend. Fenster gesprosst und in originaler Größe, Giebel ornamental verschiefert, Erdgeschoss Sandsteingewände, profilierter Türstock. | 09254079 |
| Weitere Bilder                          | Östliches Wohnstallhaus, südliches Seitengebäude und westliche Scheune eines Bauernhofes | Hauptstraße 69 (Karte)           | 1829                                         | ehemaliges Erbgericht, Wohnstallhaus Obergeschoss Fachwerk, baugeschichtlich, wirtschaftsgeschichtlich und ortsgeschichtlich von Bedeutung. Wohnstallhaus: Obergeschoss Fachwerk, Drempel verbrettert, Granit-Freitreppe, Fenster in originaler Größe, Seitengebäude zur Feldseite mit gegiebeltem Mittelrisalit mit Zierfachwerk, weitere mächtige Scheune in Holzkonstruktion. | 09254073 |
| Direkt Bild zu diesem Denkmal hochladen | Wohnstallhaus und Scheune eines Dreiseithofes                                            | Hauptstraße 77 (Karte)           | bez. 1831                                    | Wohnstallhaus Obergeschoss Fachwerk, Scheune verbretterte Holzkonstruktion, baugeschichtlich und wirtschaftsgeschichtlich von Bedeutung, ortsbildprägend. Wohnstallhaus originale Fenstergrößen Wohnstallhaus Obergeschoss Fachwerk, Drempel und Giebel verbrettert, Haustürgewände Sandstein, profiliert, Stalltürgewände mit Pferderelief, Scheune Holzkonstruktion. | 09254067 |
|                                         | Wohnstallhaus eines Vierseithofes                                                        | Hauptstraße 80 (Karte)           | um 1800                                      | Obergeschoss Fachwerk, baugeschichtlich von Bedeutung. Giebel verbrettert, Erdgeschoss Winterfenster, Obergeschoss Sprossenfenster in originaler Größe. | 09254078 |
| Weitere Bilder                          | Wohnstallhaus und Scheune eines Zweiseithofes                                            | Hauptstraße 88 (Karte)           | 2. Hälfte 19. Jh.                            | Wohnstallhaus Obergeschoss Fachwerk, Scheune verbretterte Holzkonstruktion, baugeschichtlich und wirtschaftsgeschichtlich von Bedeutung. Wohnstallhaus: Drempel und Giebel verbrettert, Fenster weitgehend erhalten, Scheune Holzkonstruktion. | 09254077 |
|                                         | Wohnstallhaus mit integrierter Scheune                                                   | Hauptstraße 96 (Karte)           | 2. Hälfte 19. Jh., Kern älter                | Obergeschoss Fachwerk, baugeschichtlich und straßenbildprägend von Bedeutung. Fenster in originaler Größe, Drempel und Giebel verbrettert. | 09254066 |
| Direkt Bild zu diesem Denkmal hochladen | Wegestein                                                                                | Hofehainweg (Karte)              | bez. 1820                                    | verkehrsgeschichtlich von Bedeutung. | 09254052 |
| Direkt Bild zu diesem Denkmal hochladen | Wohnhaus und Scheune eines Hakenhofes                                                    | Hutbergstraße 1 (Karte)          | 2. Hälfte 19. Jh.                            | Wohnhaus Obergeschoss Fachwerk, Scheune verbrettert, baugeschichtliche Bedeutung, bildprägend. Erdgeschoss verändert, Giebelseite verbrettert, Drempel. | 09254065 |
| Weitere Bilder                          | Ehemalige Schule                                                                         | Kirchsteig 2 (Karte)             | um 1900                                      | Putzbau mit übergiebeltem Mittelrisalit, bau- und ortshistorisch von Bedeutung. Massiv, zweigeschossig, gegiebelter Mittelrisalit mit Palladio-Motiv, weiteres im Giebel, Krüppelwalmdach, zwei Dachhäuschen, Werkstein-Fensterbekrönungen, Freitreppe, aufwändige Portalzone, Portal und Türblatt vom Jugendstil beeinflusst, über der Tür: „Wissen ist Macht“. | 09254072 |
|                                         | Wohnstallhaus mit integrierter Scheune                                                   | Kirchsteig 3 (Karte)             | bez. 1869                                    | Obergeschoss Fachwerk, baugeschichtlich von Bedeutung, bildprägend. Fenster weitgehend in originaler Größe, Giebelverbretterung, zum Teil Frackdach. | 09254070 |
| Weitere Bilder                          | Wohnstallhaus                                                                            | Kirchsteig 16 (Karte)            | um 1900                                      | Obergeschoss Fachwerk, spätes Beispiel regionaltypischer Holzbauweise, baugeschichtlich von Bedeutung. Drempel, Haustür mit Sandsteingewände, altes Türblatt, Fenster in originaler Größe, Erdgeschoss-Fenster mit Rundbogen und Sandsteingewänden. | 09254071 |
|                                         | Pfarrhaus                                                                                | Kirchsteig 22 (Karte)            | 2. Hälfte 19. Jh.                            | Putzbau über nahezu quadratischem Grundriss, originales Türblatt und hölzernes Vorhäuschen, Walmdach, baugeschichtlich und ortsgeschichtlich von Bedeutung. | 09254069 |
|                                         | Kriegerdenkmal                                                                           | Kirchsteig 22 (vor) (Karte)      | nach 1918 (Kriegerdenkmal)                   | Denkmal für die Gefallenen des Ersten Weltkrieges – ortsgeschichtlich von Bedeutung. Granitstele auf vierteiligem Sockel, Relief mit Eisernem Kreuz und Helm. | 09254064 |
| Weitere Bilder                          | Kirche und Kirchhof Ehrenberg                                                            | Kirchsteig 24 (Karte)            | 16. Jh.                                      | Evangelische Kirche mit Kirchhof und Einfriedungsmauer – schlichte Saalkirche mit 3/8 Schluss, verputzter Bruchsteinbau, umgeben von Strebepfeilern, schmale rundbogige Fenster, Satteldach mit Dachreiter, baugeschichtlich und ortsgeschichtlich von Bedeutung. Satteldach mit hohem verschieferten Dachreiter. Innen klassizistisches Altarretabel, Abendmahl-Gemälde 17. Jh., Neugestaltung der Emporen und Decke um 1900 mit Jugendstileinflüssen, Eule-Orgel von 1880/81.                                                                 | 09254068 |
| Weitere Bilder                          | Wohnstallhaus                                                                            | Kirchsteig 28 (Karte)            | 1. Hälfte 19. Jh., Kern wahrscheinlich älter | Obergeschoss Fachwerk, baugeschichtliche Bedeutung. Giebelverbretterung, Fenster in originaler Größe. | 09254063 |
| Direkt Bild zu diesem Denkmal hochladen | Nördliches Ausgedingehaus eines Bauernhofes                                              | Kirchsteig 34 (Karte)            | 1. Hälfte 19. Jh.                            | Obergeschoss Fachwerk verbrettert, baugeschichtlich und sozialgeschichtlich von Bedeutung. Fenster in originaler Größe, verbrettert. | 09254062 |
| Direkt Bild zu diesem Denkmal hochladen | Drei Portale                                                                             | Kirchsteig 36 (Karte)            | bez. 1795 (Haustürstock)                     | Sandsteintürstöcke mit Schlusssteinen, handwerklich-künstlerisch und ortsgeschichtlich von Bedeutung. Haustürstock mit Schlussstein, zwei Stalltürstöcke mit Schlusssteinen, einer mit Pferd-Relief. | 09254061 |
| Weitere Bilder                          | Wohnstallhaus (Umgebinde)                                                                | Mühlstraße 4; 6 (Karte)          | Ende 18. Jh.                                 | Obergeschoss Fachwerk, baugeschichtlich von Bedeutung, einziges Umgebindehaus im Ort. Umgebinde rechts 2/2 Joche, Blockstube ausgemauert, Umgebinde-Stützen auf 1 m hohen Sockel gestellt, Fenster Obergeschoss originale Größe, Giebel verbrettert, Frackdach, kleiner Kniestock, Sandstein-Türgewände mit Korbbogenschluss, Umgebinde: profiliert, Kerbschnitt, große Jochweiten. | 09254087 |
| Weitere Bilder                          | Mittelmühle                                                                              | Mühlstraße 10; 12 (Karte)        | 1930er Jahre                                 | Wohnmühlengebäude mit Mühlentechnik und Wohnstallhaus eines Mühlenanwesens – Wohnmühlengebäude mehrgliedriger Putzbau, giebelseitig angebrachter Schlussstein eines Vorgängerbaus, bezeichnet1799, Mühlentechnik von 1930, Wohnstallhaus Obergeschoss Fachwerk, baugeschichtlich und technikgeschichtlich von Bedeutung. Mühle (Nr. 12): 2-Takt-Diesel (Besonderheit) mit 12 PS, ein Zylinder (Fa. Harz, Bayern), Wohnstallhaus (Nr. 10): Fenster in originaler Größe, Inschrift: „G B 1828“, drei profilierte Türgewände mit Korbbogenschluss. | 09254086 |
|                                         | Wohnhaus                                                                                 | Neustädter Straße 23 (Karte)     | 1. Hälfte 19. Jh.                            | Obergeschoss Fachwerk, baugeschichtlich von Bedeutung. Fenster Obergeschoss in originaler Größe, Fenster Giebelseite zugesetzt, Erdgeschoss zum Teil verändert. | 09254056 |
| Weitere Bilder                          | Wohnstallhaus, Seitengebäude und Ausgedingehaus eines Bauernhofes                        | Neustädter Straße 26; 28 (Karte) | Türstock bez. 1833                           | Wohnstallhaus Obergeschoss Fachwerk, Giebel verschiefert, Ausgedinge Obergeschoss Fachwerk, Seitengebäude Obergeschoss Fachwerk verbrettert, baugeschichtlich und wirtschaftsgeschichtlich von Bedeutung, strukturprägende Hofanlage. Wohnstallhaus: Fenster in originaler Größe, Ausgedinge: Erdgeschoss durch große Fenster verändert, Giebelseite verschiefert, Erdgeschoss mit Sandsteingewänden, zwei profilierte Türstöcke mit Korbbogenabschluss, Scheune: Erdgeschoss Feldsteinmauerwerk, Ausgedinge: Obergeschoss Fachwerk.            | 09254057 |
|                                         | Wohnhaus                                                                                 | Neustädter Straße 31 (Karte)     | um 1900                                      | Obergeschoss Fachwerk, regionaltypische Holzbauweise, baugeschichtlich von Bedeutung. Fenster in originaler Größe, Giebel verschiefert, Erdgeschoss Winterfenster. | 09254055 |
| Weitere Bilder                          | Wohnstallhaus, Seitengebäude und Scheune eines Vierseithofes                             | Neustädter Straße 62; 64 (Karte) | 1850                                         | Wohnstallhaus Obergeschoss Fachwerk, Seitengebäude Obergeschoss Fachwerk, in seiner Struktur erhaltener Hof, mit Sandsteintrog – baugeschichtlich und wirtschaftsgeschichtlich von Bedeutung. Wohnstallhaus: Obergeschoss Fachwerk, mit verbrettertem Drempel, Granittürstöcke, Winterfenster im Erdgeschoss, Fenster in originaler Größe, eine Scheune verbrettert, bezeichnet 1906. | 09254054 |

## Goßdorf
| Bild                                    | Bezeichnung | Lage                       | Datierung                      | Beschreibung | ID       |
| --------------------------------------- | --- | -------------------------- | ------------------------------ | --- | -------- |
|                                         | Sachgesamtheitsbestandteil der Sachgesamtheit Eisenbahnstrecke Bad Schandau–Sebnitz–Neustadt i. Sa. , mit Einzeldenkmalen: zwei Eisenbahnbrücken und Bahntrasse als Sachgesamtheitsteil | (Karte)                    | um 1880                        | Sachgesamtheitsbestandteil der Sachgesamtheit Eisenbahnstrecke Bad Schandau–Sebnitz–Neustadt i. Sa., OT Goßdorf, mit folgenden Einzeldenkmalen: zwei Eisenbahnbrücken (Einzeldenkmal ID-Nr. 09279041 und ID-Nr. 09279039) und der Bahntrasse als Sachgesamtheitsteil (Sachgesamtheit ID-Nr. 09302083, Bad Schandau) – eisenbahngeschichtlich und technikgeschichtlich von Bedeutung. | 09302084 |
|                                         | Eisenbahnbrücke über die Sebnitz (Einzeldenkmal zu ID-Nr. 09302084) | (Karte)                    | 1870er Jahre                   | Einzeldenkmal der Sachgesamtheit Eisenbahnstrecke Bad Schandau–Sebnitz–Neustadt i. Sa.: Eisenbahnbrücke über die Sebnitz – eisenbahngeschichtlich und technikgeschichtlich von Bedeutung. Denkmaltext: Eisenbahnbrücke über die Sebnitz, Stahlblech-Vollwandträgerbrücke mit offener zwischenliegender Fahrbahn auf Sandsteinstützen, Bestandteil der wegen ihrer Ingenieurskunst bemerkenswerten Eisenbahnstrecke Bad Schandau–Sebnitz–Neustadt (Sachgesamtheit), eisenbahngeschichtlich und technikgeschichtlich von Bedeutung (LfD/2012). | 09279039 |
|                                         | Eisenbahnbrücke über die Sebnitz (Einzeldenkmal zu ID-Nr. 09302084) | (Karte)                    | 1870er Jahre                   | Einzeldenkmal der Sachgesamtheit Eisenbahnstrecke Bad Schandau–Sebnitz–Neustadt i. Sa.: Eisenbahnbrücke über die Sebnitz – eisenbahngeschichtlich und technikgeschichtlich von Bedeutung. Denkmaltext: Eisenbahnbrücke über die Sebnitz, Stahlblech-Vollwandträgerbrücke mit offener zwischenliegender Fahrbahn, die auf Sandsteinstützen gelagert ist, genietete Stahlkonstruktion, lichte Weite 15 m, lichte Höhe 3,50 m, Bestandteil der wegen ihrer Ingenieurskunst bemerkenswerten Eisenbahnstrecke Bad Schandau–Sebnitz–Neustadt (Sachgesamtheit), eisenbahngeschichtlich und technikgeschichtlich von Bedeutung (LfD/2012). | 09279041 |
|                                         | Bahntrasse Kohlmühle–Lohsdorf–Ehrenberg mit zwei Tunneln und Eisenbahnbrücke | (Karte)                    | vor 1897                       | eisenbahngeschichtlich und technikgeschichtlich von Bedeutung. Tunnel: Polygonalmauerwerk mit Klinkergewölben, Sandsteinportal mit bossierten Quadern, Länge ca. 80 m, Eisenbahnbrücke: dreibogige Stahlbeton-Konstruktion mit großem Mittelbogen (weitgespannter Segmentbogen über die Sebnitz) und zwei hufeisenförmigen Seitenbögen der Kleinbahnstrecke Kohlmühle–Goßdorf. | 09254085 |
| Direkt Bild zu diesem Denkmal hochladen | Wegestein | Am Kohlichtgraben (Karte)  | 19. Jh.                        | verkehrsgeschichtlich von Bedeutung. Wegesäule, Granit, restauriert. | 09254170 |
| Direkt Bild zu diesem Denkmal hochladen | Wegestein und Grenzstein | Bergstraße (Karte)         | 19. Jh.                        | verkehrsgeschichtlich und ortsgeschichtlich von Bedeutung. | 09254187 |
|                                         | Wohnstallhaus | Bergstraße 22 (Karte)      | um 1800                        | Obergeschoss Fachwerk, mit späterem Kniestock, zur Straßenseite im originalen Aussehen erhalten, baugeschichtlich von Bedeutung. Rückseite und eine Giebelseite durch Ausmauerung verändert, jedoch Fenster und Konstruktion an der Schauseite ursprünglich erhalten. | 09254185 |
|                                         | Mittelmühle | Bergstraße 24 (Karte)      | Türstock bez. 1803             | Wohnmühlenhaus mit Mühlentechnik und Scheune eines Dreiseithofes – Wohnmühlenhaus Obergeschoss Fachwerk, bau- technik- und ortsgeschichtlich von Bedeutung. Hintere Seite des Wohnstallhauses massiv umgebaut, Mühlenhof: Hauptgebäude und Nebengebäude in spitzem Winkel zueinander, auf der anderen Seite des Fahrweges (Mühlweg) die Scheune. Im Mühlenhof Granitpflasterung und Sandsteinplatten. Hauptgebäude: Zweigeschossiger Wohnteil mit Backraum, Brotgewölbe und dreigeschossigem Mühlenteil, Einrichtung mit drei Mahlstühlen vollständig erhalten. Nebengebäude: 1828 (Schlussstein), drei Türen mit Korbbögen, die u. a. in einen Stall und ein „Gewölbe“ führten, wo Speisen kühl gehalten wurden, Fenster zum Teil vergittert. Mühlgraben: Seit 1928 mit Betonplatten überdeckt, Gefälle etwa 5 m. Mühlteich: In der Nähe des Dorfgasthofes, verlandet (M. Hammer). | 09254184 |
|                                         | Wohnhaus | Bergstraße 40 (Karte)      | um 1850                        | Obergeschoss Fachwerk, baugeschichtlich von Bedeutung, prägt den Ortskern mit. Erdgeschoss verändert, Wohnstallhaus: Obergeschoss Fachwerk, alter Dachstuhl und Baukörper, drei profilierte Sandstein-Türgewände, im Erdgeschoss Sandstein-Fenstergewände, großer Stallteil. | 09254183 |
|                                         | Wohnstallhaus | Bergstraße 44 (Karte)      | 1. Hälfte 19. Jh.              | Obergeschoss Fachwerk, regionaltypische Holzbauweise, baugeschichtlich von Bedeutung. Fenster Obergeschoss in originaler Größe, doppelte Biberschwanzdeckung, Giebelseite verbrettert, zum Teil noch Winterfenster. | 09254179 |
| Direkt Bild zu diesem Denkmal hochladen | Wohnhaus | Bergstraße 46 (Karte)      | 1. Hälfte 19. Jh.              | Obergeschoss Fachwerk, baugeschichtlich von Bedeutung, bild- und strukturprägend. Fenster Obergeschoss weitgehend in originaler Größe, Erdgeschoss verputzt, Schieferdeckung. | 09254180 |
| Direkt Bild zu diesem Denkmal hochladen | Wohnstallhaus | Hohlweg 5 (Karte)          | 1. Hälfte 19. Jh.              | Obergeschoss Fachwerk verbrettert, baugeschichtlich von Bedeutung. Fenster Obergeschoss in originaler Größe, Schieferdeckung. | 09254182 |
| Weitere Bilder                          | Wohnstallhaus (Umgebinde) | Hohlweg 6 (Karte)          | 1656 Dendro                    | Obergeschoss Fachwerk, baugeschichtlich von Bedeutung. Umgebinde rechts 2/3/2 Joche, Blockstube ausgemauert, Umgebinde verschalt. | 09254181 |
| Direkt Bild zu diesem Denkmal hochladen | Schule | Kirschallee 1 (Karte)      | um 1890                        | zeittypischer Putzbau mit übergiebeltem Mittelrisalit, aufwendige Putzgliederung, baugeschichtlich und ortsgeschichtlich von Bedeutung. Fenstersprossung, zweigeschossiger massiver Bau mit gegiebeltem Mittelrisalit (kugel- und obeliskbekrönt), Putz-Eckrustizierung und Traufgesims. | 09254176 |
| Direkt Bild zu diesem Denkmal hochladen | Wohnstallhaus | Kirschallee 11 (Karte)     | Türgewände bez. 1785           | Obergeschoss Fachwerk, baugeschichtlich von Bedeutung. Giebel-Erdgeschoss-Seite durch Fenstervergrößerungen verändert, zum Teil auch Eingriffe ins Fachwerk – gegenüber der Gesamterscheinung aber marginal, Erdgeschoss Hausteinmauerwerk, zwei gedrungene profilierte Türgewände. | 09254186 |
| Direkt Bild zu diesem Denkmal hochladen | Wohnhaus eines Bauernhofes | Kirschallee 16 (Karte)     | Türstock bez. 1844, Kern älter | Obergeschoss Fachwerk, baugeschichtlich von Bedeutung. Fenster Obergeschoss weitgehend in originaler Größe, Erdgeschoss verändert, Inschrift Haustürgewände: C. G. No 4 E. H., an der Bergseite mit Sonnengiebel, Giebel zur Talseite ausgemauert, profiliertes Sandstein-Türgewände mit Korbbogenabschluss, altes Türblatt. | 09254177 |
| Direkt Bild zu diesem Denkmal hochladen | Wohnstallhaus, Scheune und Schuppen eines Bauernhofes | Kirschallee 17 (Karte)     | bez. 1856, Kern älter          | Wohnstallhaus Obergeschoss Fachwerk, Scheune verbretterte Holzkonstruktion, in ursprünglicher Struktur erhaltenes Ensemble, baugeschichtlich und wirtschaftsgeschichtlich von Bedeutung. Sandsteintrog, Fenster des Wohnstallhauses gesprosst, alle Gebäude mit Schieferdeckung, Scheune: zweistöckige Holzkonstruktion, verbrettert, mit Rampe und Taubenhaus, zum Teil alte Hofpflasterung. | 09254178 |
|                                         | Bahnhofshotel Kohlmühle | Sebnitztalstraße 5 (Karte) | 1897                           | im Schweizer Stil, baugeschichtliche und tourismusgeschichtliche Relevanz. Errichtet 1897 im Zusammenhang mit der sogenannten „Sächsischen Semmeringbahn“, zweigeschossiger massiver Putzbau auf H-Grundriss, Dachüberstände, gegiebelte Risalite, Holzelemente, Verbindung von geraden und segmentbogigen Fensteröffnungen, innen weitgehend entkernt. War ab den 1950er Jahren Betriebskantine des benachbarten Lineoleumwerkes. | 09306533 |

## Hohburkersdorf
| Bild                                    | Bezeichnung                                             | Lage                           | Datierung                      | Beschreibung | ID       |
| --------------------------------------- | ------------------------------------------------------- | ------------------------------ | ------------------------------ | --- | -------- |
|                                         | Hohburkersdorfer Linde, Napoleonlinde                   | (Karte)                        | 18. Jahrhundert                | Gedenkbaum (Linde) sowie Denkmal für die Gefallenen des Ersten Weltkrieges – ortsgeschichtlich von Bedeutung. | 09254171 |
|                                         | Kleindenkmal Wegweisersäule                             | (Karte)                        | bez. 1834                      | verkehrsgeschichtlich von Bedeutung. | 09254203 |
| Direkt Bild zu diesem Denkmal hochladen | Wohnstallhaus und Seitengebäude eines Bauernhofes       | Brückenstraße 3 (Karte)        | bez. 1812                      | Wohnstallhaus Obergeschoss Fachwerk, baugeschichtlich und wirtschaftsgeschichtlich von Bedeutung, bild- und strukturprägend. Wohnstallhaus: Giebel ornamental verschiefert, Fenster in originaler Größe, Haustür mit Sandsteingewände (Korbbogenabschluss), Seitengebäude Obergeschoss Fachwerk, Türgewände mit Bogenabschluss.                     | 09254202 |
| Direkt Bild zu diesem Denkmal hochladen | Wohnstallhaus und Ausgedinge eines Bauernhofs           | Brückenstraße 4 (Karte)        | Türstock bez. 1793             | beide Gebäude Obergeschoss Fachwerk, baugeschichtlich und wirtschaftsgeschichtlich von Bedeutung, bildprägend. Wohnstallhaus: mächtiger alter Baukörper mit Krüppelwalmdach, traufständig, Fenster in originaler Größe, Ausgedinge: mit Krüppelwalmdach, Giebelseite verbrettert, Fenster original.                                                 | 09254201 |
| Direkt Bild zu diesem Denkmal hochladen | Wohnstallhaus und Ausgedinge eines Dreiseithofes        | Brückenstraße 5a; 5b (Karte)   | 1. Hälfte 19. Jh.              | beide Gebäude Obergeschoss Fachwerk, baugeschichtlich und wirtschaftsgeschichtlich von Bedeutung, bildprägend. Wohnstallhaus durch Fachwerk-Aufbretterung etwas entstellt, Fenster jedoch in originaler Größe, Erdgeschoss mit Sandsteingewänden, Dachüberstand, Frackdach, Ausgedinge: verbrettert.                                                | 09254200 |
| Direkt Bild zu diesem Denkmal hochladen | Wohnstallhaus, Ausgedinge und Scheune eines Bauernhofes | Brückenstraße 6 (Karte)        | um 1800                        | Wohnstallhaus und Ausgedinge Obergeschoss Fachwerk, zum Teil verbrettert, Scheune verbretterte Holzkonstruktion, baugeschichtlich und wirtschaftsgeschichtlich von Bedeutung, bildprägend. Wohnstallhaus: Fenster Obergeschoss in originaler Größe, Hofseite ausgemauert, Giebel verbrettert, Stall mit zweischiffigem Gewölbe, aufwändige Stützen. | 09254199 |
|                                         | Wegestein                                               | Brückenstraße 10 (bei) (Karte) | 19. Jh.                        | verkehrsgeschichtlich von Bedeutung. | 09254362 |
| Direkt Bild zu diesem Denkmal hochladen | Wohnstallhaus mit alter Hofpflasterung                  | Brückenstraße 11 (Karte)       | Schlussstein bez. 1796         | ehemaliges Erbgericht, Obergeschoss Fachwerk, baugeschichtlich und ortsgeschichtlich von Bedeutung. Alter Baukörper und Dachstuhl, Giebelseite verbrettert, Erdgeschoss Hausteine, zwei Sandstein-Türgewände mit Schlusssteinen, Fenster Obergeschoss im originalen Aussehen.                                                                       | 09254197 |
| Direkt Bild zu diesem Denkmal hochladen | Wohnstallhaus und Scheune eines Hakenhofes              | Brückenstraße 12 (Karte)       | Türstock bez. 1844, Kern älter | Wohnstallhaus Obergeschoss Fachwerk, Scheune verbretterte Holzkonstruktion, baugeschichtlich und wirtschaftsgeschichtlich von Bedeutung, bildprägend. Giebelseite ausgemauert, Fenster Obergeschoss in originaler Größe. | 09254198 |

## Kohlmühle
| Bild           | Bezeichnung | Lage                             | Datierung      | Beschreibung | ID       |
| -------------- | --- | -------------------------------- | -------------- | --- | -------- |
| Weitere Bilder | Sachgesamtheitsbestandteil der Sachgesamtheit Eisenbahnstrecke Bad Schandau–Sebnitz–Neustadt i. Sa. mit Einzeldenkmalen: Empfangsgebäude, Nebengebäude und Eisenbahnerwohnhaus | Am Kohlichtgraben 18 (Karte)     | um 1880        | Sachgesamtheitsbestandteil der Sachgesamtheit Bad Schandau–Sebnitz–Neustadt i. Sa., OT Kohlmühle, mit folgenden Einzeldenkmalen: Empfangsgebäude, Nebengebäude und Eisenbahnerwohnhaus (Einzeldenkmal ID-Nr. 09254215) und der Bahntrasse als Sachgesamtheitsteil (Sachgesamtheit ID-Nr. 09302083, Bad Schandau) – baugeschichtlich und eisenbahngeschichtlich von Bedeutung.                                                                  | 09302085 |
| Weitere Bilder | Bahnhof Goßdorf-Kohlmühle – Empfangsgebäude, Nebengebäude und Eisenbahnerwohnhaus (Einzeldenkmale zu ID-Nr. 09302085)                                                          | Am Kohlichtgraben 16; 18 (Karte) | etwa 1875/1877 | Einzeldenkmale der Sachgesamtheit Eisenbahnstrecke Bad Schandau–Sebnitz–Neustadt i. Sa.: Empfangsgebäude, Nebengebäude und Eisenbahnerwohnhaus – eisenbahngeschichtlich und baugeschichtlich von Bedeutung. Empfangsgebäude des Bahnhofs im Schweizerstil, zweigeschossig, mit Drempel, massiv, mit flachem Satteldach, Dachsparren mit profilierten Köpfen, flache Ecklisenen, zwei Gurtgesimse, Sandsteingewände, hölzerne Giebelverzierung. | 09254215 |
| Weitere Bilder | Kohlmühle; Alte Kohlmühle | Sebnitztalstraße 1; 2; 4 (Karte) | 1902           | Papiermühle, später Linoleumfabrik mit Produktionshauptgebäude (Nr. 1), Kessel- und Maschinenhaus (Nr. 1), Kontorgebäude und Wohnhaus (Nr. 2) sowie Beamtenwohnhaus mit Einfriedung und Pförtnerhaus (Nr. 4) – architektonisch und für die Geschichte der Region bedeutendes Ensemble, baugeschichtlich, ortsgeschichtlich und technikgeschichtlich von Bedeutung.                                                                             | 09253675 |

## Lohsdorf
| Bild                                    | Bezeichnung                                              | Lage                        | Datierung                                 | Beschreibung | ID       |
| --------------------------------------- | -------------------------------------------------------- | --------------------------- | ----------------------------------------- | --- | -------- |
|                                         | Wohnhaus                                                 | An der Sorge 6 (Karte)      | 1. Hälfte 19. Jh.                         | Obergeschoss Fachwerk, baugeschichtlich von Bedeutung. Fenstergrößen durchgehend, -sprossung teilweise erhalten, Schieferdach, Sandsteinfenstergewände. | 09254112 |
| Weitere Bilder                          | Wohnstallhaus (Umgebinde)                                | An der Sorge 8 (Karte)      | um 1800                                   | Obergeschoss Fachwerk, baugeschichtlich von Bedeutung. Fenstergrößen erhalten, Umgebinde rechts 2/2 Joche, Schieferdeckung, Fachwerk mit Kopfbändern, Blockstube, Frackdach, Giebel verbrettert. | 09254113 |
| Direkt Bild zu diesem Denkmal hochladen | Kriegerdenkmal                                           | Niederdorfstraße (Karte)    | nach 1918 (Kriegerdenkmal)                | Denkmal für die Gefallenen des Ersten Weltkrieges – ortsgeschichtlich von Bedeutung. Granitmonolith, grob behauen, mit Eisernem Kreuz, davor polierte Granitplatte zur Erinnerung an die Gefallenen des Zweiten Weltkrieges. | 09254127 |
| Weitere Bilder                          | Wohnstallhaus                                            | Niederdorfstraße 2 (Karte)  | um 1850                                   | Obergeschoss Fachwerk, baugeschichtlich von Bedeutung. Eine Giebelseite verändert, Giebel verschiefert, im Erdgeschoss korbbogige Sandstein-Türstürze. | 09254114 |
| Direkt Bild zu diesem Denkmal hochladen | Portal in der Giebelseite eines Wohnstallhauses          | Niederdorfstraße 5 (Karte)  | bez. 1826 (Türstock)                      | Türstock bezeichnet 1826, handwerklich-künstlerisch von Bedeutung. Wohnstallhaus eines Dreiseithofes und Sandsteinplatte (bezeichnet 1752) in der Einfriedungsmauer. Wohnstallhaus Obergeschoss Fachwerk, Giebel verbrettert, Straßenbildprägend durch erhöhte Lage, Hofseite, Giebel und Erdgeschoss verändert. | 09254129 |
| Direkt Bild zu diesem Denkmal hochladen | Wohnstallhaus mit integriertem Scheunenteil              | Niederdorfstraße 13 (Karte) | um 1900                                   | Obergeschoss Fachwerk, baugeschichtlich von Bedeutung. Giebel verschiefert, Drempel, Erdgeschoss profilierte Fenster- und Türgewände. | 09254128 |
| Direkt Bild zu diesem Denkmal hochladen | Schule (ohne Anbau)                                      | Niederdorfstraße 25 (Karte) | bez. 1902                                 | Putzbau mit übergiebeltem Mittelrisalit, baugeschichtlich und ortsgeschichtlich von Bedeutung. Zweigeschossiger, traufständiger Bau auf Sandsteinsockel, Putzfassade, Gesims, flacher Mittelrisalit mit Sprenggiebel, darin Uhr, flankiert von zwei Obelisken, im Obergeschoss Fensterbedachungen auf Konsolen. | 09254115 |
| Direkt Bild zu diesem Denkmal hochladen | Wohnstallhaus, dahinter Steindeckerbrücke                | Oberdorfstraße 2 (Karte)    | 1. Hälfte 19. Jh., Kern womöglich älter   | Obergeschoss Fachwerk, Giebel verbrettert, baugeschichtlich von Bedeutung. Giebel verbrettert. | 09254116 |
| Direkt Bild zu diesem Denkmal hochladen | Wohnstallhaus mit integriertem Scheunenteil              | Oberdorfstraße 3 (Karte)    | um 1800                                   | Obergeschoss Fachwerk, z.T verbrettert, baugeschichtlich von Bedeutung. Erdgeschoss verändert, Obergeschoss teils verputzt, Giebel verkleidet. | 09254126 |
| Direkt Bild zu diesem Denkmal hochladen | Wohnstallhaus und Scheune eines Zweiseithofes            | Oberdorfstraße 6 (Karte)    | 1. Hälfte 19. Jh.                         | Wohnstallhaus Obergeschoss Fachwerk, ornamental verschiefert, baugeschichtlich und wirtschaftsgeschichtlich von Bedeutung, bildprägend. Wohnstallhaus: Giebel ornamental verschiefert, Erdgeschoss verändert, Scheune: Holzkonstruktion, Giebel verschiefert. | 09254117 |
| Direkt Bild zu diesem Denkmal hochladen | Auszugshaus mit Oberlaube                                | Oberdorfstraße 7 (Karte)    | 18. Jh.                                   | Obergeschoss Fachwerk, authentisch, baugeschichtlich von Bedeutung. | 09254125 |
| Weitere Bilder                          | Wohnstallhaus (Umgebinde) eines ehemaligen Dreiseithofes | Oberdorfstraße 8 (Karte)    | um 1800                                   | Wohnstallhaus Obergeschoss Fachwerk, Giebel verbrettert, baugeschichtlich von Bedeutung, bild- und strukturprägend. Fenstergrößen und -sprossung weitgehend erhalten, Umgebinde links 2/2 Joche, – ruinöser Zustand, Wohnstallhaus mit Blockstube (Eckverkämmung), Umgebinde mit Kerbschnitt, Giebelseite verbrettert, Ausgedinge: Wohnstallhaus, beide Geschosse Fachwerk, auf Sandsteinsockel, Frackdach, Scheune: Holzkonstruktion, Seitengebäude und Scheune Abbruch vor 2013. | 09254118 |
| Direkt Bild zu diesem Denkmal hochladen | Wohnstallhaus und Scheune eines Hakenhofes               | Oberdorfstraße 12 (Karte)   | 1. Hälfte 19. Jh.                         | Obergeschoss Fachwerk verputzt, Giebel verbrettert, baugeschichtlich von Bedeutung, bildprägend. Wohnstallhaus: Giebel verbrettert, Frackdach, Fenster gesprosst und in originaler Größe, Winterfenster, Scheune: Holzkonstruktion, verbrettert. | 09254119 |
| Direkt Bild zu diesem Denkmal hochladen | Wohnstallhaus und Scheune eines Zweiseithofes            | Oberdorfstraße 14 (Karte)   | Mitte 19. Jh.                             | Wohnstallhaus Obergeschoss Fachwerk, baugeschichtlich von Bedeutung, bestimmt das Ortsbild durch die erhöhte Lage mit. Wohnstallhaus: Giebel verbrettert, Erdgeschoss Sandsteingewände, Scheune: Holzkonstruktion, verbrettert. | 09254120 |
| Direkt Bild zu diesem Denkmal hochladen | Gasthof Erbgericht                                       | Oberdorfstraße 15 (Karte)   | bez. 1862, Kern älter, erwähnt im 15. Jh. | Gasthof mit angebautem Saal – Obergeschoss Fachwerk, Anbau massiv, im Tanzsaal Stuckdecke, baugeschichtlich und ortsgeschichtlich von Bedeutung, bildprägend durch erhöhte Lage. Wohnstallhaus: Giebel dreifarbig verschiefert, Sockel Rustika, Erdgeschoss Putzquaderung, Fenster segmentbogig, Tanzsaal mit Krüppelwalmdach, Kehle unter der Traufe. | 09254124 |
| Direkt Bild zu diesem Denkmal hochladen | Auszugshaus eines Dreiseithofes                          | Oberdorfstraße 37 (Karte)   | 2. Hälfte 19. Jh.                         | Obergeschoss Fachwerk, baugeschichtlich von Bedeutung. Schieferdach, Giebelseite verbrettert, Fenster gesprosst und in originaler Größe, Erdgeschoss Sandsteingewände. | 09254122 |

## Rathewalde
| Bild                                    | Bezeichnung                                                 | Lage                                | Datierung                      | Beschreibung | ID       |
| --------------------------------------- | ----------------------------------------------------------- | ----------------------------------- | ------------------------------ | --- | -------- |
| Direkt Bild zu diesem Denkmal hochladen | Wegestein                                                   | (Karte)                             | 19. Jh.                        | verkehrsgeschichtlich von Bedeutung, mit halbrundem Abschluss, Sandstein. | 09254340 |
| Direkt Bild zu diesem Denkmal hochladen | Felsenkeller                                                | Am Grünbach (Karte)                 | 19. Jh.                        | Sandstein, baugeschichtlich und sozialgeschichtlich von Bedeutung. | 09254175 |
| Weitere Bilder                          | Rathewalder Mühle; Felsenmühle; Kuchenschänke               | Am Grünbach 6; 7 (Karte)            | Türstock bez. 1794, Kern älter | Wohnmühlenhaus, Rest der ehem. Schneidemühle sowie zwei Mühlsteine der Felsenmühle – Wohnmühlenhaus, Rest der ehemaligen Schneidemühle und sogenannte »Bofe« (auch »Türmchen« genannt), das Gästehaus (Pension) »Waldesruh« sowie zwei Mühlsteine der Felsenmühle – baugeschichtlich, ortsgeschichtlich und technikgeschichtlich von Bedeutung. | 09254174 |
| Direkt Bild zu diesem Denkmal hochladen | Wohnstallhaus                                               | Basteiweg 2 (Karte)                 | bez. 1806                      | Obergeschoss Fachwerk, baugeschichtlich von Bedeutung. Verputzt, Fenster in originaler Größe, bogiges Sandstein-Haustürgewände. | 09254207 |
|                                         | Türstock                                                    | Basteiweg 11 (Karte)                | bez. 1836                      | Sandstein-Türgewände mit Bogenabschluss, handwerklich und ortsgeschichtlich von Bedeutung. | 09254204 |
| Direkt Bild zu diesem Denkmal hochladen | Lindenhof                                                   | Basteiweg 18 (Karte)                | bez. 1798                      | Wohnstallhaus und zwei Seitengebäude eines Dreiseithofes – Wohnstallhaus Obergeschoss Fachwerk, baugeschichtlich und ortsgeschichtlich von Bedeutung. | 09254205 |
| Direkt Bild zu diesem Denkmal hochladen | Wegestein                                                   | Hohnsteiner Straße (Karte)          | 19. Jh.                        | verkehrsgeschichtlich von Bedeutung. Granit. | 09254173 |
| Direkt Bild zu diesem Denkmal hochladen | Wegestein                                                   | Hohnsteiner Straße (Karte)          | 19. Jh.                        | verkehrsgeschichtlich von Bedeutung. Granit. | 09254172 |
|                                         | Wohnstallhaus                                               | Schmiedegasse 15 (Karte)            | um 1800                        | Obergeschoss Fachwerk, baugeschichtlich von Bedeutung. Fenster in originaler Größe, zum Teil mit alter Sprossung, Erdgeschoss verändert. | 09254210 |
| Direkt Bild zu diesem Denkmal hochladen | Wohnhaus                                                    | Zum Amselgrund 5 (Karte)            | 1. Hälfte 19. Jh.              | Obergeschoss Fachwerk verputzt, baugeschichtlich von Bedeutung. Fenster in originaler Größe. | 09254211 |
| Direkt Bild zu diesem Denkmal hochladen | Türstock                                                    | Zum Amselgrund 8 (Karte)            | bez. 1835                      | Sandstein-Türgewände mit Korbbogenabschluss, handwerklich und ortsgeschichtlich von Bedeutung. | 09254209 |
| Direkt Bild zu diesem Denkmal hochladen | Wohnstallhaus und zwei Torpfosten                           | Zum Amselgrund 11 (Karte)           | um 1800                        | Obergeschoss Fachwerk, baugeschichtlich von Bedeutung. Fenster in originaler Größe, Giebel verschalt, Sandstein-Türgewände. | 09254212 |
|                                         | Wohnstallhaus                                               | Zum Amselgrund 12 (Karte)           | um 1850                        | Obergeschoss Fachwerk, baugeschichtlich von Bedeutung. Fenster Obergeschoss in originaler Größe, Erdgeschoss und Giebelseite verändert, Fachwerk mit alter Aufbretterung, Krüppelwalmdach, Giebelseite ausgemauert, zwei Sandstein-Türgewände mit Bekrönung. | 09251399 |
| Direkt Bild zu diesem Denkmal hochladen | Spritzenhaus                                                | Zum Amselgrund 23 (Karte)           | 19. Jh.                        | ortsgeschichtlich von Bedeutung. Sandsteinquadermauerwerk, Giebel verbrettert. | 09254359 |
| Weitere Bilder                          | Wohnstallhaus                                               | Zum Amselgrund 26 (Karte)           | Kern 18. Jh.                   | Obergeschoss Fachwerk, zum Teil mit Kopfstreben, Geburtshaus des Mundartdichters Willy Alwin Rotzsch (1883–1912), bau- und ortshistorische Relevanz. | 09254360 |
| Weitere Bilder                          | Dorfkirche Rathewalde                                       | Zum Amselgrund 28 (Karte)           | 1639                           | kleine Saalkirche mit Dachreiter, Putzbau mit hohem Walmdach, baugeschichtlich und ortsgeschichtlich von Bedeutung. | 09254208 |
| Direkt Bild zu diesem Denkmal hochladen | Wohnstallhaus, Scheune sowie Türgewände eines Dreiseithofes | Zum Amselgrund 29a; 29b; 31 (Karte) | bez. 1862                      | Wohnstallhaus Obergeschoss Fachwerk, bau- und ortsentwicklungsgeschichtlich von Bedeutung. Wohnstallhaus: Obergeschoss großteils Fachwerk, Wand-Öffnungs-Verhältnis weitgehend intakt, vierjochiger und zweischiffiger Stall mit böhmischem Kappengewölbe (nimmt 2/3 des Grundrisses ein), Scheune: Holzkonstruktion, zum Teil alte Hofpflasterung, Türgewände des Gebäudes mit Langseite zur Aue: Spolie bezeichnet 1795, ehem. Stalleingang: Segmentbogen mit Schlussstein, darin Darstellung eines springenden Pferdes. | 09254033 |

## Ulbersdorf
| Bild                                    | Bezeichnung | Lage                          | Datierung                               | Beschreibung | ID       |
| --------------------------------------- | --- | ----------------------------- | --------------------------------------- | --- | -------- |
| Direkt Bild zu diesem Denkmal hochladen | Sachgesamtheitsbestandteil der Sachgesamtheit Eisenbahnstrecke Bad Schandau–Sebnitz–Neustadt i. Sa. mit Einzeldenkmalen: sieben Eisenbahnbrücken, Bahnwärterhaus, Empfangsgebäude, drei Eisenbahntunnel und Bahntrasse als Sachgesamtheitsteil | (Karte)                       | um 1880                                 | Sachgesamtheitsbestandteil der Sachgesamtheit Eisenbahnstrecke Bad Schandau–Sebnitz–Neustadt i. Sa., OT Ulbersdorf, mit folgenden Einzeldenkmalen: sieben Eisenbahnbrücken (Einzeldenkmale – ID-Nr. 09279046, 09279045, 09279044, 09254335, 09254332, 09254331 und 09254329), Bahnwärterhaus mit Nebengebäude (Einzeldenkmal ID-Nr. 09279043), zwei Sandsteinunterführungen mit Entwässerung (Einzeldenkmal ID-Nr. 09279042), Empfangsgebäude mit Nebengebäude, Lagerhaus und Kurbelwerk (Einzeldenkmal ID-Nr. 09254337) sowie drei Eisenbahntunnel (Einzeldenkmale ID-Nr. 09254334, 09254333 und 09254330) und der Bahntrasse als Sachgesamtheitsteil (Sachgesamtheit ID-Nr. 09302083, Bad Schandau) – baugeschichtlich, eisenbahngeschichtlich und technikgeschichtlich von Bedeutung. | 09302086 |
|                                         | Zwei Sandstein-Unterführungen zur Entwässerung (Einzeldenkmale zu ID-Nr. 09302086) | (Karte)                       | 1870er Jahre                            | Einzeldenkmale der Sachgesamtheit Eisenbahnstrecke Bad Schandau–Sebnitz–Neustadt i. Sa.: zwei Sandstein-Unterführungen zur Entwässerung – eisenbahngeschichtlich und technikgeschichtlich von Bedeutung. Denkmaltext: Zwei Sandstein-Unterführungen zur Entwässerung (1870er Jahre), Halbkreisbogen, Bestandteil der wegen ihrer Ingenieurskunst bemerkenswerten Eisenbahnstrecke Bad Schandau–Sebnitz–Neustadt i. Sa. (Sachgesamtheit), baugeschichtlich und eisenbahngeschichtlich von Bedeutung (LfD/2012). | 09279042 |
|                                         | Eisenbahnbrücke über die Sebnitz (Bogenbrücke aus Granitmauerwerk und Sandsteinquadergewölbe) mit Stützmauern (Einzeldenkmal zu ID-Nr. 09302086)                                                                                               | (Karte)                       | 1877                                    | Einzeldenkmal der Sachgesamtheit Eisenbahnstrecke Bad Schandau–Sebnitz–Neustadt i. Sa.: Eisenbahnbrücke über die Sebnitz (Bogenbrücke aus Granitmauerwerk und Sandsteinquadergewölbe) mit Stützmauern – baugeschichtlich, eisenbahngeschichtlich und technikgeschichtlich von Bedeutung. Denkmaltext: Eisenbahnbrücke über die Sebnitz (1877), Bogenbrücke aus Granitmauerwerk und Sandsteinquadergewölbe, mit Stützmauern, lichte Weite 17 m, lichte Höhe 6 m, Bestandteil der wegen ihrer Ingenieurskunst bemerkenswerten Eisenbahnstrecke Bad Schandau–Sebnitz–Neustadt i. Sa. (Sachgesamtheit), eisenbahngeschichtlich und technikgeschichtlich von Bedeutung (LfD/2012). | 09254329 |
|                                         | Bahnwärterhaus mit Nebengebäude (Einzeldenkmale zu ID-Nr. 09302086) | (Karte)                       | 1870er Jahre                            | Einzeldenkmale der Sachgesamtheit Eisenbahnstrecke Bad Schandau–Sebnitz–Neustadt i. Sa.: Bahnwärterhaus mit Nebengebäude – baugeschichtlich und eisenbahngeschichtlich von Bedeutung. Denkmaltext: Bahnwärterhaus mit Nebengebäude (1870er Jahre), anderthalb- bzw. eingeschossige Putzbauten mit Dachüberstand im Schweizerstil, profilierte Sparrenköpfe, Bestandteil der wegen ihrer Ingenieurskunst bemerkenswerten Eisenbahnstrecke Bad Schandau–Sebnitz–Neustadt i. Sa. (Sachgesamtheit), baugeschichtlich und eisenbahngeschichtlich von Bedeutung (LfD/2012). | 09279043 |
|                                         | Eisenbahnbrücke über die Sebnitz (Einzeldenkmal zu ID-Nr. 09302086) | (Karte)                       | 1870er Jahre                            | Einzeldenkmal der Sachgesamtheit Eisenbahnstrecke Bad Schandau–Sebnitz–Neustadt i. Sa.: Eisenbahnbrücke über die Sebnitz – baugeschichtlich, eisenbahngeschichtlich und technikgeschichtlich von Bedeutung. Denkmaltext: Eisenbahnbrücke über die Sebnitz (1870er Jahre), Stahlblech-Vollwandträgerbrücke mit oben liegender Fahrbahn, Nietenkonstruktion, lichte Weite 10 m, lichte Höhe 7 m, Bestandteil der wegen ihrer Ingenieurskunst bemerkenswerten Eisenbahnstrecke Bad Schandau–Sebnitz–Neustadt i. Sa. (Sachgesamtheit), eisenbahngeschichtlich und technikgeschichtlich von Bedeutung (LfD/2012). | 09279044 |
|                                         | Eisenbahnbrücke über die Sebnitz (Einzeldenkmal zu ID-Nr. 09302086) | (Karte)                       | 1870er Jahre                            | Einzeldenkmal der Sachgesamtheit Eisenbahnstrecke Bad Schandau–Sebnitz–Neustadt i. Sa.: Eisenbahnbrücke über die Sebnitz – baugeschichtlich, eisenbahngeschichtlich und technikgeschichtlich von Bedeutung. Denkmaltext: Eisenbahnbrücke über die Sebnitz (1870er Jahre), Stahlblech-Vollwandträgerbrücke mit oben liegender Fahrbahn, Nietenkonstruktion, lichte Weite 10 m, lichte Höhe 7 m, Bestandteil der wegen ihrer Ingenieurskunst bemerkenswerten Eisenbahnstrecke Bad Schandau–Sebnitz–Neustadt (Sachgesamtheit), eisenbahngeschichtlich und technikgeschichtlich von Bedeutung (LfD/2012). | 09279045 |
|                                         | Eisenbahntunnel (Einzeldenkmal zu ID-Nr. 09302086) | (Karte)                       | Scheitelstein beiderseits bez. 1875     | Einzeldenkmal der Sachgesamtheit Eisenbahnstrecke Bad Schandau–Sebnitz–Neustadt i. Sa.: Eisenbahntunnel – baugeschichtlich, eisenbahngeschichtlich und technikgeschichtlich von Bedeutung. Denkmaltext: Eisenbahntunnel (bezeichnet auf dem Scheitelstein beiderseits 1875), Granitmauerwerk mit Gewölbe aus Sandsteinquadern, ca. 77 m Länge, Bestandteil der wegen ihrer Ingenieurskunst bemerkenswerten Eisenbahnstrecke Bad Schandau–Sebnitz–Neustadt i. Sa. (Sachgesamtheit), eisenbahngeschichtlich und technikgeschichtlich von Bedeutung (LfD/2012). Ausführung: Fa. Gaetano Piazza. | 09254330 |
|                                         | Eisenbahnbrücke über die Sebnitz (Einzeldenkmal zu ID-Nr. 09302086) | (Karte)                       | 1877                                    | Einzeldenkmal der Sachgesamtheit Eisenbahnstrecke Bad Schandau–Sebnitz–Neustadt i. Sa.: Eisenbahnbrücke über die Sebnitz – baugeschichtlich, eisenbahngeschichtlich und technikgeschichtlich von Bedeutung. Denkmaltext: Eisenbahnbrücke über die Sebnitz (1877), Sandstein-Bogenbrücke, lichte Weite 10 m, lichte Höhe 9 m, Bestandteil der wegen ihrer Ingenieurskunst bemerkenswerten Eisenbahnstrecke Bad Schandau–Sebnitz–Neustadt i. Sa. (Sachgesamtheit), eisenbahngeschichtlich und technikgeschichtlich von Bedeutung (LfD/2012). | 09279046 |
|                                         | Eisenbahntunnel (Einzeldenkmal zu ID-Nr. 09302086) | (Karte)                       | bez. 1875                               | Einzeldenkmal der Sachgesamtheit Eisenbahnstrecke Bad Schandau–Sebnitz–Neustadt i. Sa.: Eisenbahntunnel – baugeschichtlich, eisenbahngeschichtlich und technikgeschichtlich von Bedeutung. Denkmaltext: Eisenbahntunnel (bezeichnet beidseitig im Scheitelstein 1875), Granitmauerwerk mit Gewölbe aus Sandsteinquadern, ca. 90 m Länge, Bestandteil der wegen ihrer Ingenieurskunst bemerkenswerten Eisenbahnstrecke Bad Schandau–Sebnitz–Neustadt i. Sa. (Sachgesamtheit), eisenbahngeschichtlich und technikgeschichtlich von Bedeutung (LfD/2012). Ausführung: Fa. Gaetano Piazza. | 09254333 |
|                                         | Eisenbahnbrücke über die Sebnitz (Einzeldenkmal zu ID-Nr. 09302086) | (Karte)                       | 1877                                    | Einzeldenkmal der Sachgesamtheit Eisenbahnstrecke Bad Schandau–Sebnitz–Neustadt i. Sa.: Eisenbahnbrücke über die Sebnitz – baugeschichtlich, eisenbahngeschichtlich und technikgeschichtlich von Bedeutung. Denkmaltext: Eisenbahnbrücke über die Sebnitz (1877), Segmentbogen, Granitmauerwerk mit Sandsteinquadergewölbe, mit Stützmauern, lichte Weite 12 m, lichte Höhe 6 m, Bestandteil der wegen ihrer Ingenieurskunst bemerkenswerten Eisenbahnstrecke Bad Schandau–Sebnitz–Neustadt (Sachgesamtheit), eisenbahngeschichtlich und technikgeschichtlich von Bedeutung (LfD/2012). | 09254331 |
| Direkt Bild zu diesem Denkmal hochladen | Eisenbahnbrücke über die Sebnitz (Einzeldenkmal zu ID-Nr. 09302086) | (Karte)                       | 1877                                    | Einzeldenkmal der Sachgesamtheit Eisenbahnstrecke Bad Schandau–Sebnitz–Neustadt i. Sa.: Eisenbahnbrücke über die Sebnitz – baugeschichtlich, eisenbahngeschichtlich und technikgeschichtlich von Bedeutung. Denkmaltext: Eisenbahnbrücke über die Sebnitz (1877), Segmentbogen, Granitmauerwerk mit Sandsteinquadergewölbe, mit Stützmauern, mit zwei Zugankern versehen, lichte Weite 12 m, lichte Höhe 6 m, Bestandteil der wegen ihrer Ingenieurskunst bemerkenswerten Eisenbahnstrecke Bad Schandau–Sebnitz–Neustadt i. Sa. (Sachgesamtheit), eisenbahngeschichtlich und technikgeschichtlich von Bedeutung (LfD/2012). | 09254332 |
|                                         | Eisenbahntunnel (Einzeldenkmal zu ID-Nr. 09302086) | (Karte)                       | bez. 1875                               | Einzeldenkmal der Sachgesamtheit Eisenbahnstrecke Bad Schandau–Sebnitz–Neustadt i. Sa.: Eisenbahntunnel – baugeschichtlich, eisenbahngeschichtlich und technikgeschichtlich von Bedeutung. Denkmaltext: Eisenbahntunnel (bezeichnet1875), Granitmauerwerk mit Gewölbe aus Sandsteinquadern, hufeisenförmig, mit bossiertem Rand, 108 m Länge, Bestandteil der wegen ihrer Ingenieurskunst bemerkenswerten Eisenbahnstrecke Bad Schandau–Sebnitz–Neustadt i. Sa. (Sachgesamtheit), eisenbahngeschichtlich und technikgeschichtlich von Bedeutung (LfD/2012). Ausführung: Fa. Gaetano Piazza. | 09254334 |
|                                         | Eisenbahnbrücke über die Sebnitz (Einzeldenkmal zu ID-Nr. 09302086) | (Karte)                       | ca. 1875                                | Einzeldenkmal der Sachgesamtheit Eisenbahnstrecke Bad Schandau–Sebnitz–Neustadt i. Sa.: Eisenbahnbrücke über die Sebnitz – baugeschichtlich, eisenbahngeschichtlich und technikgeschichtlich von Bedeutung. Denkmaltext: Eisenbahnbrücke über die Sebnitz (ca.1875), Segmentbogenbrücke aus Haustein, lichte Weite 10 m, lichte Höhe 4,5 m, Bestandteil der wegen ihrer Ingenieurskunst bemerkenswerten Eisenbahnstrecke Bad Schandau–Sebnitz–Neustadt i. Sa. (Sachgesamtheit), eisenbahngeschichtlich und technikgeschichtlich von Bedeutung (LfD/2012). | 09254335 |
| Weitere Bilder                          | Goßdorfer Raubschloss; Burg Schwarzberg | (Karte)                       | erwähnt 1372, wohl aber älter           | Burgruine, unterhalb davon Steindeckerbrücke über den Schwarzbach – rekonstruierte Ruine mit zwei spitzbogigen Fenstern, baugeschichtlich und geschichtlich von Bedeutung. | 09254161 |
| Direkt Bild zu diesem Denkmal hochladen | Kriegerdenkmal Schneckenberg | (Karte)                       | nach 1918 (Kriegerdenkmal)              | Denkmal für die Gefallenen des Ersten Weltkrieges mit Ehrenhain – sogenannter Schneckenberg: Reste einer mittelalterlichen Turmhügelburg mit umlaufendem Graben und Außenwall, die in die Denkmalanlage integriert wurden, ortsgeschichtlich und landschaftsgestaltend von Bedeutung. | 09254146 |
| Direkt Bild zu diesem Denkmal hochladen | Bogenbrücke der Alten Böhmischen Glasstraße | (Karte)                       | um 1800                                 | Sandstein, bau- und verkehrsgeschichtlich von Bedeutung. | 09301556 |
|                                         | Bahnhof Ulbersdorf mit Nebengebäuden (Einzeldenkmale zu ID-Nr. 09302086) | Am Bahnhof 1 (Karte)          | 1877                                    | Einzeldenkmale der Sachgesamtheit Eisenbahnstrecke Bad Schandau–Sebnitz–Neustadt i. Sa.: Empfangsgebäude mit Nebengebäude sowie Lagerhaus und Kurbelwerk des Bahnhofs – baugeschichtlich, eisenbahngeschichtlich und technikgeschichtlich von Bedeutung. Bahnbetriebsanlage Kurbelwerk außer Betrieb, im Empfangsgebäude museal aufgestellt, wurde bis 1983 verwendet, Empfangsgebäude im Schweizerstil, zweigeschossig mit Drempel, eingeschossiges Nebengebäude sowie hölzernes Lagergebäude mit sehr weitem Dachüberstand. | 09254337 |
| Direkt Bild zu diesem Denkmal hochladen | Wohnhaus | Am Dreieck 6 (Karte)          | 1. Hälfte 19. Jh.                       | Obergeschoss Fachwerk, baugeschichtlich von Bedeutung. Fenster Obergeschoss in originaler Größe, Erdgeschoss verändert, Schieferdeckung, Fachwerk rundum verbrettert, im alten Dorfkern des Niederdorfes an platzbildprägender Stelle. | 09254156 |
| Direkt Bild zu diesem Denkmal hochladen | Sachgesamtheit Rittergut Oberulbersdorf mit Einzeldenkmalen: Herrenhaus sowie Gutspark und der sogenannte Kessel (Gartendenkmale) | Am Schloß 1 (Karte)           | 16. Jahrhundert                         | Sachgesamtheit Rittergut Oberulbersdorf mit folgenden Einzeldenkmalen: Herrenhaus des Rittergutes Oberulbersdorf und drei Torpfeiler sowie Gutspark, Aussichtspunkt und der sogenannte Kessel (Gartendenkmale) – baugeschichtlich, ortsgeschichtlich und landschaftsgestaltend von Bedeutung. | 09305213 |
|                                         | Herrenhaus des Rittergutes Oberulbersdorf und drei Torpfeiler (Einzeldenkmale zu ID-Nr. 09305213) | Am Schloß 1 (Karte)           | Kern 16. Jh.                            | Einzeldenkmale der Sachgesamtheit Rittergut Oberulbersdorf: Herrenhaus des Rittergutes Oberulbersdorf und drei Torpfeiler – zweigeschossiger Bau mit mittigem Turm an der Südseite und Mansarddach, westlich des Gebäudes drei Torpfosten (Sandstein), baugeschichtlich und ortsgeschichtlich von Bedeutung. | 09254131 |
| Direkt Bild zu diesem Denkmal hochladen | Gasthof, ohne Anbau | Am Sportplatz 4 (Karte)       | Türstock bez. 1821                      | Putzbau mit Krüppelwalmdach, baugeschichtlich und ortsgeschichtlich von Bedeutung. Zweigeschossig, Krüppelwalmdach, segmentbogiger Türsturz, wohl im Zusammenhang mit der Trassierung der Straße entstanden. | 09254160 |
| Direkt Bild zu diesem Denkmal hochladen | Grenzstein | Dorfstraße (Karte)            | 19. Jh.                                 | Flur- oder Gemarkungsstein, Inschrift: auf der einen Seite „Gem. Lichtenhain“, auf der anderen Seite „Gem. Ulbersdorf“, regionalgeschichtlich von Bedeutung. Granit, halbrunder Abschluss. | 09254130 |
| Direkt Bild zu diesem Denkmal hochladen | Scheune | Dorfstraße 1 (Karte)          | um 1900                                 | Fachwerk, baugeschichtliche von Bedeutung. Mit flachen, segmentbogigen Toreinfahrten, Sockel Sandsteinquader, mit Drempel, Dachüberstand, profilierte Balkenköpfe, im Giebel gotisierendes Palladiomotiv. | 09254132 |
| Direkt Bild zu diesem Denkmal hochladen | Wohnhaus | Dorfstraße 9 (Karte)          | um 1850                                 | Obergeschoss Fachwerk, baugeschichtlich von Bedeutung. Erdgeschoss verändert, Drempel, eine Giebelseite ornamental verschiefert, prägt das Ortsbild im Schlosskontext mit. | 09254133 |
| Weitere Bilder                          | Wohnhaus (Umgebinde) und Felsenkeller | Dorfstraße 11 (Karte)         | um 1800                                 | Obergeschoss Fachwerk, baugeschichtlich von Bedeutung. Wohnhaus: Blockstube, Umgebinde Kerbschnitt, rechts zwei Joche, Erdgeschoss zum Teil Sandsteingewände, Giebelseite ausgemauert. | 09254134 |
| Direkt Bild zu diesem Denkmal hochladen | Wohnhaus | Dorfstraße 13 (Karte)         | 2. Hälfte 19. Jh.                       | Obergeschoss Fachwerk, baugeschichtlich von Bedeutung. Giebel zum Teil verkleidet, Erdgeschoss Sandsteingewände. | 09254137 |
|                                         | Wohnstallhaus und Stützmauer | Dorfstraße 14 (Karte)         | 1. Hälfte 19. Jh., Kern womöglich älter | Obergeschoss Fachwerk, baugeschichtlich von Bedeutung. Fenster in originaler Größe, Schieferdeckung, Giebel zum Teil verbrettert, Winterfenster, Frackdach. | 09254138 |
| Weitere Bilder                          | Ehem. Schmiede (Umgebinde) | Dorfstraße 15 (Karte)         | Türstock bez. 1856                      | Obergeschoss Fachwerk, baugeschichtlich und ortsgeschichtlich von Bedeutung. Fenstergrößen erhalten, Umgebinde rechts 2/2 Joche, Blockstube, Giebel oberer Teil verbrettert, zum Teil alte Pflasterung vor dem Haus erhalten. | 09254135 |
| Direkt Bild zu diesem Denkmal hochladen | Wohnhaus in offener Bebauung | Dorfstraße 17 (Karte)         | um 1900                                 | Putzbau mit übergiebeltem Mittelrisalit, Putzgliederung, baugeschichtlich von Bedeutung. Ehemaliges Wohnhaus des Braumeisters, zweigeschossig, massiv, auf Sandsteinrustikasockel, Erdgeschoss Putzquaderung, Mittelrisalit bekrönt von Sprenggiebel mit Obelisk, im Erdgeschoss Loggia mit Steinbalustern, im Risalitbereich Stuckornamente. | 09254139 |
| Direkt Bild zu diesem Denkmal hochladen | Sachgesamtheit Kirche und Kirchhof Ulbersdorf mit Einzeldenkmalen: Kirche und Kirchhof als Sachgesamtheitsteil | Dorfstraße 18 (Karte)         | um 1700                                 | Sachgesamtheit Kirche und Kirchhof Ulbersdorf mit folgenden Einzeldenkmalen: Kirche mit Ausstattung und Kirchhofseinfriedung (Einzeldenkmal ID-Nr. 09254140) sowie der Kirchhof als Sachgesamtheitsteil – baugeschichtlich und ortsgeschichtlich von Bedeutung. | 09303727 |
|                                         | Kirche Ulbersdorf und Kirchhofseinfriedung (Einzeldenkmale zu ID-Nr. 09303727) | Dorfstraße 18 (Karte)         | Ende 17. Jh., Dachreiter 1699           | Einzeldenkmale der Sachgesamtheit Kirche und Kirchhof Ulbersdorf: Kirche mit Ausstattung und Kirchhofseinfriedung – Putzbau mit hohen Rundbogenfenstern, Chor fünfseitig geschlossen, Satteldach mit drei kleinen Dachfenstern, oktogonaler Dachreiter mit Laterne, Schieferdeckung, baugeschichtlich und ortsgeschichtlich von Bedeutung. | 09254140 |
| Direkt Bild zu diesem Denkmal hochladen | Wohnstallhaus und Scheune eines Zweiseithofes | Dorfstraße 19 (Karte)         | lt. Auskunft 1832                       | Wohnstallhaus Obergeschoss Fachwerk verbrettert, regionaltypisch, baugeschichtlich und wirtschaftsgeschichtlich von Bedeutung. Wohnstallhaus: Giebel verbrettert. Erdgeschoss Sandsteingewände, Fenstergrößen erhalten, leicht abgewalmtes Satteldach, Dachüberstand, kleine Scheune: auf massivem Sockel, sonst Fachwerk, verbrettert. | 09254141 |
| Direkt Bild zu diesem Denkmal hochladen | Gasthof »Zum Erbgericht« | Dorfstraße 20; 22 (Karte)     | 1. Hälfte 19. Jh.                       | Wohnstallhaus (Gasthaus mit Saal), Ausgedinge und Scheune des Erbgerichts, sowie Stützmauer zur Straße – Wohnstallhaus Obergeschoss Fachwerk, baugeschichtlich und ortsgeschichtlich von Bedeutung, auch bildprägende Funktion. Wohnhaus: Obergeschoss Fachwerk, Sandsteingewände, Freitreppe, Tanzsaal mit flachen Segmentbogenfenstern, Ausgedinge: Obergeschoss Fachwerk, Giebel zum Teil verbrettert, Erdgeschoss verändert, Scheune: Holzkonstruktion, verbrettert, Wohnhaus und Ausgedinge Schieferdeckung. | 09254147 |
| Direkt Bild zu diesem Denkmal hochladen | Wohnhaus | Dorfstraße 21 (Karte)         | um 1850                                 | Obergeschoss Fachwerk, baugeschichtlich von Bedeutung. Erdgeschoss verändert, Sandsteingewände. | 09254144 |
| Direkt Bild zu diesem Denkmal hochladen | Alte Schule | Dorfstraße 23 (Karte)         | Türstock bez. 1803                      | heute Wohnhaus, Obergeschoss Fachwerk, Giebel verbrettert, baugeschichtlich und ortsgeschichtlich von Bedeutung. Erdgeschoss und Wetterseite verändert, Giebelseite verbrettert, leicht abgewalmtes Satteldach, korbbogiger Türsturz (Sandstein), Fenster Obergeschoss und Sprossung im originalen Sinne. | 09254145 |
|                                         | Wohnstallhaus und Scheune eines Zweiseithofes | Dorfstraße 30 (Karte)         | 1. Hälfte 19. Jh.                       | Wohnstallhaus Obergeschoss Fachwerk, Giebel verbrettert, baugeschichtlich und wirtschaftsgeschichtlich von Bedeutung, bildprägend. Schieferdach, Erdgeschoss verändert, Giebel verbrettert, Schleppdach, Scheune Sichtfachwerk. | 09254148 |
| Direkt Bild zu diesem Denkmal hochladen | Wohnhaus | Dorfstraße 31 (Karte)         | 1. Hälfte 19. Jh.                       | Obergeschoss Fachwerk verbrettert, baugeschichtlich von Bedeutung. Fenster durchgehend in originaler Größe, Giebel verbrettert, Winterfenster. | 09254152 |
| Weitere Bilder                          | Wohnstallhaus (Umgebinde) und Scheune eines Bauernhofes | Dorfstraße 32 (Karte)         | Türsturz bez. 1836                      | Wohnstallhaus Obergeschoss Fachwerk verbrettert, Giebel verkleidet, baugeschichtlich und wirtschaftsgeschichtlich von Bedeutung. Umgebinde rechts 2/2 Joche, Blockstube, profilierte Stützen, Kerbschnitt, Giebel verkleidet, Scheune: Fachwerk verbrettert, Feldsteinsockel. | 09254149 |
| Direkt Bild zu diesem Denkmal hochladen | Felsenkeller | Dorfstraße 32 (vor) (Karte)   | 19. Jh.                                 | kulturgeschichtlich von Bedeutung. | 09254159 |
| Direkt Bild zu diesem Denkmal hochladen | Wohnstallhaus | Dorfstraße 34 (Karte)         | Türsturz bez. 1826                      | Obergeschoss Fachwerk, baugeschichtlich von Bedeutung. Fenster im Erdgeschoss verändert, zum Teil Sandsteingewände, korbbogiger Türsturz, Sandsteinsockel, besondere bildprägende Wirkung durch großen Giebel mit Sichtfachwerk. | 09254150 |
| Direkt Bild zu diesem Denkmal hochladen | Wohnhaus | Dorfstraße 37 (Karte)         | nach 1800                               | Obergeschoss Fachwerk, baugeschichtlich von Bedeutung. Fenster Obergeschoss in originaler Größe, Erdgeschoss verändert, Giebel im oberen Teil verbrettert, Bestandteil der Auenbebauung. | 09254151 |
| Direkt Bild zu diesem Denkmal hochladen | Stallscheune eines Bauernhofes | Dorfstraße 48 (Karte)         | bez. 1835                               | Konstruktion zum Teil von baulicher Besonderheit, Obergeschoss Fachwerk verbrettert, baugeschichtlich und sozialgeschichtlich von Bedeutung. Hohes, massives Sockelgeschoss, Obergeschoss Fachwerk, verbrettert, hölzerner Aufgang, Frackdach, in hohem Maße ursprünglich erhalten. | 09254158 |
| Direkt Bild zu diesem Denkmal hochladen | Wohnhaus | Dorfstraße 58 (Karte)         | Kern wohl 18. Jh.                       | Obergeschoss Fachwerk verputzt, baugeschichtlich von Bedeutung. An markanter Stelle, Erdgeschoss Sandsteingewände, Dachüberstand, Fenstergrößen Obergeschoss erhalten. | 09254155 |
| Direkt Bild zu diesem Denkmal hochladen | Wohnstallhaus und Scheune eines Dreiseithofes sowie Granittrog | Grundweg 4 (Karte)            | Türstock bez. 1865                      | Wohnstallhaus Obergeschoss Fachwerk, baugeschichtlich und wirtschaftsgeschichtlich von Bedeutung. Wohnstallhaus: zum Teil Sandsteingewände, korbbogige Eingänge, Scheune: Granitsockel, Holzkonstruktion, verbrettert. | 09254153 |
| Direkt Bild zu diesem Denkmal hochladen | Wohnstallhaus und Scheune eines Zweiseithofes | Grundweg 10 (Karte)           | Kern 18. Jh.                            | Wohnstallhaus Obergeschoss Fachwerk, Giebel verbrettert, baugeschichtlich und wirtschaftsgeschichtlich von Bedeutung. Wohnstallhaus: mit Ladeluke, Giebel verbrettert, Erdgeschoss zum Teil Sandsteingewände, Fenster Obergeschoss in originaler Größe, Erdgeschoss teilweise verändert, Scheune: Feldsteinsockel, Holzkonstruktion, verbrettert, alter Baukörper erhalten. | 09254154 |
| Direkt Bild zu diesem Denkmal hochladen | Wohnstallhaus und Granittrog | Hintere Dorfstraße 23 (Karte) | bez. 1879; Kern älter                   | Wohnstallhaus Obergeschoss Fachwerk, baugeschichtlich von Bedeutung, prägt das Ortsbild durch die erhöhte Lage. Giebelseite verbrettert, Winterfenster, profilierte Sandsteingewände. | 09254143 |
| Direkt Bild zu diesem Denkmal hochladen | Hofescheune; Rittergut Niederulbersdorf | Neudorfstraße 17 (Karte)      | erwähnt 1611                            | Scheune des ehemaligen Rittergutes – baugeschichtlich und ortsgeschichtlich von Bedeutung. Doppelte Biberschwanzdeckung, mächtiger, gedrungener Baukörper, Feldsteinmauerwerk mit Granitgewänden, Krüppelwalmdach. | 09254157 |
| Direkt Bild zu diesem Denkmal hochladen | Pfarrhaus | Pfarrweg 1 (Karte)            | 1851                                    | Putzbau mit Gurtgesims und Walmdach, baugeschichtlich und ortsgeschichtlich von Bedeutung. Biberschwanzdeckung, 6 zu 4 Achsen, flacher Mittelrisalit mit Doppelfenster, Walmdach, profiliertes Sandsteingewände, durchweg gerade Fensterbedachungen, mit Freitreppe. | 09254142 |
| Direkt Bild zu diesem Denkmal hochladen | Schule | Schulgasse 4 (Karte)          | Ende 19. Jh.                            | Putzbau mit übergiebeltem Mittelrisalit, baugeschichtlich und ortsgeschichtlich von Bedeutung. Mit zentralem Turm (Zeltdach), mit Walmdach, zwei Dachhäuschen mit Voluten, profiliertes Traufgesims, am Mittelrisalit verkröpft, Kapitelle. | 09254136 |

## Waitzdorf
| Bild                                    | Bezeichnung                                                                                | Lage                     | Datierung          | Beschreibung | ID       |
| --------------------------------------- | ------------------------------------------------------------------------------------------ | ------------------------ | ------------------ | --- | -------- |
| Weitere Bilder                          | Überfallwehr mit geteiltem Schützen und Mühlgraben                                         | Waitzdorf (Karte)        | Anf. 20. Jh.       | Überfallwehr mit geteiltem Schützen und Mühlgraben (offener Erdgraben) – technikgeschichtlich von Bedeutung. Mühlgrabeneinlauf als gewölbte Straßenunterführung, die Straße Goßdorf–Kohlmühle querend. Mit Stand Januar 2025 ist weder ein „offener Erdgraben“ noch das Überfallwehr feststellbar. | 09254339 |
| Weitere Bilder                          | Waitzdorfer Schänke                                                                        | Zum Dorfgrund 1 (Karte)  | Kern 19. Jh.       | Gasthaus mit Hausteinsockel, Obergeschoss Fachwerk, rückseitiger Umgebinde-Anbau, baugeschichtlich und ortsgeschichtlich von Bedeutung. | 09254188 |
| Weitere Bilder                          | Wohnstallhaus                                                                              | Zum Dorfgrund 4 (Karte)  | 1. Hälfte 19. Jh.  | Obergeschoss Fachwerk, baugeschichtlich von Bedeutung. Bildprägend, Fenster Obergeschoss in originaler Größe, doppelte Schwelle, Giebel verbrettert, Erdgeschoss, Sandsteingewände. | 09254165 |
| Weitere Bilder                          | Wohnhaus                                                                                   | Zum Dorfgrund 6 (Karte)  | Ende 19. Jh.       | zum Teil beide Geschosse Fachwerk, baugeschichtlich von Bedeutung, bildprägend, Fenster in originaler Größe, Erdgeschoss teils massiv, teils Fachwerk, Sandsteinsockel. | 09254167 |
| Weitere Bilder                          | Wohnstallhaus, Auszugshaus, Stallscheune, Scheune und zwei Granittröge eines Vierseithofes | Zum Dorfgrund 14 (Karte) | Türstock bez. 1784 | alle Gebäude in Fachwerkkonstruktion, in Substanz und Struktur sehr gut erhaltener Hof, baugeschichtlich, wirtschaftsgeschichtlich und ortsbildprägend von Bedeutung, Sandsteinplatten vor dem Wohnstallhaus erhalten, Wohnstallhaus: Erdgeschoss Sandsteinquadermauerwerk, Sandsteingewände, Haustür mit flachem Korbbogen, Schlussstein, Stall mit Gewölbe, die Stallscheunen Sandsteinquadersockel, Obergeschoss Fachwerk, Scheune Holzkonstruktion, verbrettert Schieferdeckung. | 09254162 |
| Weitere Bilder                          | Haus Sonnenblick                                                                           | Zum Dorfgrund 15 (Karte) | 1. Hälfte 19. Jh.  | Wohnhaus (Umgebinde) – Obergeschoss Fachwerk, einziges historisches Umgebindehaus im Ort, baugeschichtlich von Bedeutung. Umgebinde rechts 2/2/2 Joche, Blockstube auf Sandsteinsockel, Umgebinde mit Kopfbändern, an der Giebel- und Rückseite große Jochweiten, Obergeschoss Fachwerk mit sehr kleinen Fenstern, Erdgeschoss Sandsteingewände. | 09254163 |
| Direkt Bild zu diesem Denkmal hochladen | Wohnstallhaus und Scheune eines Bauernhofes sowie Sandsteintrog                            | Zum Dorfgrund 17 (Karte) | Kern 18. Jh.       | Wohnstallhaus Obergeschoss Fachwerk, baugeschichtlich und wirtschaftsgeschichtlich von Bedeutung. Wohnstallhaus: langgestreckt, Obergeschoss Fachwerk, leicht abgewalmtes Satteldach, Erdgeschoss Sandsteingewände, Stall mit Gewölbe (Kapitelle), Scheune in Holzkonstruktion, hinter dem Wohnstallhaus stehend, weitgehend im ursprünglichen Sinne erhalten. | 09254166 |
| Direkt Bild zu diesem Denkmal hochladen | Wohnhaus eines Bauernhofes                                                                 | Zum Dorfgrund 18 (Karte) | 1. Hälfte 19. Jh.  | Obergeschoss Fachwerk, baugeschichtlich von Bedeutung, Fenster Obergeschoss in originaler Größe, Erdgeschoss verändert, Fachwerk allseitig verbrettert, Sandsteingewände. | 09254164 |

## Zeschnig
| Bild                                    | Bezeichnung                                         | Lage                                        | Datierung                               | Beschreibung                                                                                              | ID       |
| --------------------------------------- | --------------------------------------------------- | ------------------------------------------- | --------------------------------------- | --- | -------- |
| Direkt Bild zu diesem Denkmal hochladen | Stollen und Reste von Kalkbrennöfen                 | (Flurstück 94/1) (Karte)                    | 19. Jahrhundert                         | Orts- und technikgeschichtlich von Bedeutung                                                              | 09254371 |
| Direkt Bild zu diesem Denkmal hochladen | Wegestein                                           | (Gemarkung Zeschnig, Flurstück 192) (Karte) | 19. Jahrhundert                         | Verkehrsgeschichtlich von Bedeutung                                                                       | 09254190 |
| Direkt Bild zu diesem Denkmal hochladen | Grenzstein                                          | (Flurstück 191) (Karte)                     | 19. Jahrhundert                         | Ortsgeschichtlich von Bedeutung                                                                           | 09254361 |
| Direkt Bild zu diesem Denkmal hochladen | Wohnstallhaus                                       | Am Grund 7 (Karte)                          | 2. Hälfte 18. Jahrhundert               | Eingeschossiger Fachwerkbau, bau- und sozialgeschichtlich von Bedeutung                                   | 09254194 |
| Direkt Bild zu diesem Denkmal hochladen | Wohnhaus und Scheune (Rundling 16) eines Hakenhofes | Am Grund 8a (Rundling 16) (Karte)           | Türstock bezeichnet mit 1837 (Wohnhaus) | Wohnhaus Obergeschoss Fachwerk, bildprägend, bau- und wirtschaftsgeschichtlich von Bedeutung              | 09254191 |
| Direkt Bild zu diesem Denkmal hochladen | Wohnstallhaus mit integrierter Scheune              | Rundling 2 (Karte)                          | Anfang 18. Jahrhundert                  | Obergeschoss Fachwerk, baugeschichtlich von Bedeutung                                                     | 09254195 |
| Direkt Bild zu diesem Denkmal hochladen | Wohnstallhaus eines Bauernhofes                     | Rundling 12 (Karte)                         | Um 1850                                 | Putzbau mit Krüppelwalmdach, baugeschichtlich von Bedeutung                                               | 09254192 |
| Direkt Bild zu diesem Denkmal hochladen | Wohnhaus und Scheune (Rundling 16) eines Hakenhofes | Rundling 16 (Karte)                         | Türstock bezeichnet mit 1837 (Wohnhaus) | Wohnhaus Obergeschoss Fachwerk, bildprägend, bau- und wirtschaftsgeschichtlich von Bedeutung              | 09254191 |
| Direkt Bild zu diesem Denkmal hochladen | Wohnhaus und Seitengebäude eines Bauernhofes        | Rundling 20, 22 (Karte)                     | 1. Hälfte 19. Jahrhundert               | Im rechten Winkel zueinander stehende massive Gebäude, baugeschichtlich und ortsbildprägend von Bedeutung | 09254193 |

## Ausführliche Denkmaltexte
1. ↑  Evangelische Stadtkirche Hohnstein. Barocke Chorturmkirche von George Bähr, 1725–1728 unter Einbeziehung von Teilen der Umfassungsmauern des beim Brand von 1724 schwer beschädigten Vorgängerbaus. Restaurierung 1825, 1881 (Innenausbau völlig verändert), 1963–1967 (Wiederherstellung des urspr. Innenraums durch Helmar Helas) und seit 1989.
Das Äußere schlicht, annähernd quadratisches Schiff mit abgeschrägten Ecken, eingezogener quadratischer Chor mit halbkreisförmigem Abschluss. Wuchtiger Turm über dem Chorjoch, datiert 1730. Große rundbogige Fenster im Schiff und Chor. 

Das Schiff flachgedeckt, mit einer schlichten Kassettenbemalung, der Chor mit Kreuzgratgewölbe. Umlaufende Emporen, im Schiff zweigeschossig, im Chor eingeschossig, mit ornamentaler Felderbemalung. Große, verglaste Loge im Westen, ehem. für die Rittergutsfamilie Wittig, zwei kleinere an der Chornord- und Chorsüdwand. Der Chor durch eine bis zur Empore reichende Wand gerade geschlossen, in der dahinterliegenden Apsis die Sakristei. 

Die Ausstattung entsprechend den protestantischen Anforderungen an einen Kirchenraum mit zentralem Kanzelaltar, darüberliegender Orgel, davor der Taufstein. Die konzentrische Aufstellung des Gestühls (nach G. Bährs Plan) wurde nicht ausgeführt: Hölzerner, farbig gefasster Portikuskanzelaltar, datiert 1736, von dem Bildhauer Johann Gottlieb Kirchner (1706–1768) und dem Staffiermaler Christian Reinow. Reich skulptierte, hölzerne Taufe, datiert 1738. Die barocke Orgel, 1678, von Georg Öhme, Prospekt von Johann Chr. Schmieder, 1731/32, stammt aus der Kirche in Stöntzsch, Kr. Leipziger-Land (seit 1967 in Hohnstein), klanglich verändert (Dehio Sachsen I, 1996).
2. 1 2  Burg Hohnstein – Die malerische Baugruppe auf hohem Felsen hat ihren Ursprung im Hochmittelalter. Seit 1543 wurde Burg/Schloss Hohnstein als Staatsgefängnis oder Jagdschloss genutzt. Nach mehreren Bränden Anfang des 17. Jh. datiert die heutige Bausubstanz 17. Jh bis 20. Jh. (bis auf das Untere Schloss, dessen Kern datiert um 1550). Ab 1924 bis 1933 und wieder ab 1951 Jugendherberge, 1933–1934 erstes Konzentrationslager Sachsens, im Zweiten Weltkrieg Kriegsgefangenenlager. Die ältere Bausubstanz ist zum Teil mit Bauten der 1950er Jahre versetzt, 1952 Abriss der spätgotischen Annenkapelle am Alten Schloss. 

Eingang vom Marktplatz mit Mauern gerahmt, Eingang (Portal) durch die Rampe (ehem. Zugbrücke). Neues/Unteres Schloss im O: zweigeschossiger Massivbau mit hohem Satteldach u. dreigeschossigem Mittelrisalit, an der Rückseite sechseckiger Turm (um 1550), im rechten Winkel dazu schmales späteres Seitengebäude mit Pultdach, hinter dem Hauptgebäude kurvige Aussichtsplattform (wahrscheinlich 1920er Jahre), am Hauptgebäude Gedenktafel Konrad Hahnewald (1888–1962, Jugendherbergsleiter und erster KZ-Häftling 1933). Eine Rampe und ein Torhaus (ehem. mit Zugbrücke) führen zum Oberen Schloss (wohl Anfang 17. Jh., stark verändert mit An- und Einbauten der 1950er Jahre), dort durchlaufender Wehrgang zum oberen Burghof und hoher quadratischer Bergfried mit Burgverlies im Erdgeschoss, darüber die ehem. Gerichtsstube, ans obere Schloss schließt das Brauhaus (1630–1650) an, mit großem, in den Fels gehauenen Burgkeller, Oberes Schloss und Brauhaus formen auf schmalem Bergsporn die zur Stadt gewandte Schauseite der Burg. Im spitzen Winkel schließt SW ans Brauhaus ein Jugendherbergsgebäude (wohl 1950er Jahre) an: dreigeschossiger Massivbau mit verbrettertem 2. Obergeschoss und flachem Satteldach, gegenüber ein zeitgleiches kleines „Verfügungsgebäude“ (ehem. Café?, 1950er Jahre). Altes (oder Hinteres) Schloss: im äußeren SW der Anlage, 1621 und 1632 bis auf die Grundmauern vernichtet, jetzige Form 2. H. 19. Jh., mit hohem Aussichtsturm, umgebaut 1951. 

Bärengarten: 1609 durch Kurfürst  Christian II. angelegt, 1756 wurden alle Bären erschossen und die Nutzung als Bärengarten aufgegeben, südöstlich der Burg gelegenes, tief eingeschnittenes, schmales Tal, das oberhalb und unterhalb durch eine hohe Mauer eingefriedet war, im oberen Abschnitt sind nur noch kleine Mauerreste an den Felsen erhalten, die untere Mauer ist noch in großen Bereichen erhalten, u. a. ein offenbar als Bärenfang genutzter gemauerter Bogen, der gleichzeitig als Wasserdurchlass fungierte. 

Burggarten (Gartendenkmal): am westlichen Burgberg unterhalb der Gebäude liegendes Areal, teilweise mit Bruchsteinmauern aus Sandstein umfriedet, in mehreren Terrassen den natürlichen topographischen Gegebenheiten angepasst, Zugang vom westlichen Burghof über mehrläufige Treppenanlage („Ausfall“) und ein Zugangstor sowie durch ein weiteres Tor im Norden, Altbaumbestand aus Stiel-Eichen (Quercus robur), Buchen (Fagus sylvatica) und Linden (Tilia spec.), Blick in die umgebende Landschaft, das derzeitige Erscheinungsbild ist vor allem durch die Nutzung als Jugendherberge geprägt, im nördlichen Teil des Gartens kleines Zweckgebäude (kein Einzeldenkmal) mit Gedenktafel „Leidensweg 1933–34“. 

Einzelbäume: große Blut-Buche (Fagus sylvatica f. purpurea) südöstlich des Unteren Schlosses, Linde (Tilia spec.) im westlichen Schlosshof. 

Lustgarten: Nördlich anschließend befand sich unterhalb des Burgberges offenbar ehemals ein Lustgarten. Auf den Meilenblättern von 1781 (Berliner und Freiberger Exemplar) wird dieser Bereich als „Himelreich“ verzeichnet bzw. ist als umfriedetes Areal erkennbar (Dresdner Exemplar). Auf den Topographischen Karten ab 1897 ist dort ein garten mit einem regelmäßigen Wegesystem zu erkennen. Innerhalb des umfriedeten Bereichs ist im Süden ein kleiner Friedhof vermerkt. Heute ist dort kein Garten mehr vorhanden, das Areal lässt sich jedoch anhand der fehlenden Waldgehölze noch immer gut um Gelände ablesen. Im Bereich des ehemaligen Friedhofs befinden sich noch heute einige friedhofstypische Gehölze wie Lebensbaum (Thuja spec.).
3. ↑  Burg, heute Jugendherberge und Gedenkstätte des 1. Konzentrationslagers Sachsens. Sehr malerische Baugruppe auf hohem Felsen über dem Polenztal. 1333 im Besitz des böhmischen Adelsgeschlechts der Berken von der Duba, 1443 vom Kurfürstentum Sachsen erworben, bis 1857 kurfürstliches Amt. Seit 1543 als Staatsgefängnis oder Jagdschloss genutzt. 1924–1933 Jugendherberge, 1933–1934 erstes Konzentrationslager Sachsens, während des Zweiten Weltkriegs Kriegsgefangenenlager, seit 1951 wieder Jugendherberge. Durch Um- und Neubauten stark verändert, die heutige Bausubstanz 16. Jh. Bis 19. Jh. Ältere Gebäude wurden durch Brände vernichtet oder (wie die spätgotische St. Anna-Kapelle 1952) abgerissen. 

Zum Marktplatz hin Reste eines Torbaus und Aufgang zum unteren Burghof, an diesem das Untere Schloss (Museum), ein stattliches, zweigeschossiges Gebäude mit hohem Satteldach und dreigeschossigem Mittelrisalit, sechseckiger Turm an der Rückseite, um 1550, Restaurierung 1968–1976. Es diente urspr. als Wohn- und Verwaltungsgebäude für den Amtsmann, sowie als kurfürstliches Jagdschloss. Im Innern verändert. – Ein weiteres Torhaus, ehem. mit Zugbrücke, wohl A. 17. Jh., mit mehreren anschließenden Gebäuden (u. a. Oberes Schloss, stark verändert), und durchlaufendem Wehrgang zum oberen Burghof. Der Bergfried ein hoher quadratischer Turm, im Erdgeschoss das Burgverlies, darüber die ehem. Gerichtsstube. Das Brauhaus an der Westseite, datiert 1630–1650, mit dem aus der Erbauungszeit stammenden, in den Fels gehauenen „großen Burgkeller“. Das Hintere oder Alte Schloss (Burgcafé und Aussichtsturm) südlich, es gehört zur ältesten Burganlage, wurde bei Bränden 1604, 1621 und 1632 bis auf die Grundmauern vernichtet, die jetzige Form 2. H. 19. Jh. Der Turm 1951 umgebaut. Südlich anschließend der ehem. Burggarten (Dehio Sachsen I, 1996).
4. ↑  Villengarten, Max-Jacob-Straße 12 

Einfriedung: Holzlattenzaun, Zaunpfosten aus gemauerten Sandsteinquadern und Abdeckung aus Sandsteinplatten, Sandsteinmauer aus Quadermauerwerk mit Abdeckung aus Sandsteinplatten als abgerundete Eckausbildung an der Kreuzung Max-Jacob-Straße/Breitscheidstraße.
Erschließung: Zugänge: Zufahrtstor und Zugangspforte von der Max-Jacob-Straße (Torflügel, vermutlich aus Holz nicht vorhanden). 

Wegesystem: landschaftlich geschwungenes Wegesystem, in Hausnähe parallel zum Gebäude verlaufend, die ehemals wassergebundenen Wege sind heute teilweise mit Rasen überwachsen, aber noch ablesbar, Gartenausstattung: erhöhter Sitzplatz an der Kreuzung Max-Jacob-Straße/Breitscheidstraße, durch die abgerundete Eckausbildung entsteht ein fast augenförmiger Grundriss des Sitzplatzes, durch kleine Sandsteintreppe erschlossen. 

Vegetation: zur Max-Jacob-Straße wird der Garten insbesondere durch eine riesige Blut-Buche (Fagus sylvatica f. purpurea) und eine Platane (Platanus x hispanica) geprägt, entlang der Breitscheidstraße (außerhalb des Gartens) Baumreihe aus alternierend angeordneten Rosskastanie (Aesculus hippocastanum) und Linde (Tilia spec.), Bestand an Rhododendren und Azaleen (Rhododendron spec.) und verschiedenen Ziersträuchern wie Flieder (Syringa spec.), Hartriegel (Cornus spec.), Goldregen (Laburnum anagyroides) und Pfaffenhütchen (Euonymus europaeus), im westlichen Gartenbereich waren in den letzten Jahren Verluste an Großgehölzen durch Sturmschäden zu verzeichnen, Obstgehölze westlich der Villa sind Ergänzungen aus den 1990er Jahren. Das westlich angrenzende Flurstück 135/4 (Breitscheidstraße 3) gehörte ursprünglich mit zum Grundstück. Bei dem Gebäude handelt es sich um das ehemalige Kutscherhaus.
5. ↑  Friedhof Hohnstein – bauliche Schutzgüter 

Gebäude: Kapelle (bezeichnet 1717), Grufthaus „Frau Cantor Druschke“ und Nebengebäude an der nördlichen, als Begrenzung dienenden Stützmauer. 

Einfriedung: im Norden und Süden Stützmauern, im Osten und Westen Einfriedungsmauern aus Sandsteinmauerwerk.
Erschließung: Zugang über Sandsteintreppe im Nordosten des Friedhofs, gegenüberliegend an der Südgrenze des Friedhofs ehemalige Pforte, orthogonales Wegesystem mit wassergebundenen Decken, teilweise überwachsen. 

Vegetation: Reihen aus ehemals geschnittenen Linden (Tilia spec.) entlang der östlichen, südlichen und westlichen Mauern, mächtige, ebenfalls geschnittene Sommer-Linde (Tilia platiphyllos) südlich des Nebengebäudes, Rhododendren im Eingangsbereich.
Sonstige Schutzgüter: Bodenrelief: Gelände nach Norden hin abfallend, im Norden und Süden durch Stützmauern aus Sandsteinquadern abgefangen.
6. ↑  Friedhofskapelle Hohnstein – im Inneren der Kapelle: umlaufender Wandfries mit Darstellungen des Totentanzes (Christian Rietschel, 1932/33), vor der Kapelle Sandsteingrabmal Christian Hermann Hartmann, gest. 1870. 

Max Jacob (1888–1967) war 1928 der Begründer der „Hohnsteiner Puppenbühne“, die seither auf der Hohnsteiner Burg ansässig war. Die Puppenspieler erhielten 1937 auf der Weltausstellung in Paris eine Goldmedaille. Max Jacob war bis zu seinem Tod 1967 Präsident der UNIMA (Internationaler Puppenspielerverein). Elisabeth Grünwaldt und Theo Eggink waren Puppenschnitzer und bekannt für ihre charakteristischen Puppenköpfe. Diese Personen sind wichtige Vertreter der Ortsgeschichte Hohnsteins.
7. ↑  Evangelische Pfarrkirche Ehrenberg. Schlichte Saalkirche mit 3/8-Schluss, 16. Jh., Restaurierung 1833, 1894 (Innenraum völlig verändert), 1960er Jahre (innen) und 1985 (außen).
Verputzter Bruchsteinbau, von Strebepfeilern umgeben, mit kleinen rundbogigen Fenstern. Satteldach mit hohem verschiefertem Dachreiter, Wetterfahne bezeichnet 1723.

Im Innern flachgedeckt, eingeschossige Emporen an drei Seiten, Triumphbogen in Schiffsbreite. Ausstattung, ebenso wie Emporen und Decken, datiert 1894. Ehemaliges Altargemälde (Abendmahl) an der Ostwand aufgehängt, 1613. Eine vermutlich vollständig erhaltene Raumausmalung des 19. Jh. überstrichen. Eule-Orgel von 1880/81 (Dehio Sachsen I, 1996).
8. ↑  Hohburkersdorfer Linde, Napoeonlinde: Die Hohburkersdorfer Linde findet sich bereits auf den Meilenblättern von 1781, bereits Anfang des 19. Jahrhunderts war sie ein beliebtes Ausflugsziel, 1913 wurde in unmittelbarer Nähe des absterbenden Baumes durch den Gebirgsverein Sächsische Schweiz ein Ersatzbaum gepflanzt, heute befinden sich eigentlich drei Linden auf der Hohburkersdorfer Höhe, eine westlich und zwei östlich des Kriegerdenkmals, aufgrund seiner erhöhten Lage Blickbeziehungen in alle Richtungen, der Überlieferung nach soll Napoleon 1813 den Aussichtspunkt genutzt haben, um von hier aus die Umgebung einzusehen, die Bezeichnung Napoleonlinde taucht erst Ende des 19. Jahrhunderts auf. 

Kriegerdenkmal: 1923 errichtete, befindet sich in der Mitte der drei Linden und wird von einer geschnittenen Hainbuchenhecke eingefasst, obeliskenartig auf hohem Sockel, Granit, bossiert.
9. ↑  Frühere Papiermühle der Fabrikantenfamilie Keffel, in den 40er Jahren wurden hier Junkers-Flugzeugmotoren produziert. – Turbinenanlage verschrottet, Wasserkraft ungenutzt, überhöhter Teil des Produktionshauptgebäudes ist die sogenannte Hange (zum Ausreifen des Linoleums), Fahrstuhlturm ausgesetztes Stahlfachwerk. Ehem. Papiermühle sowie Sandsteinquaderreste der alten Kohlmühle, Papiermühle in den 1930er Jahren zur Linoleumproduktion umgebaut und erweitert. Produktionshauptgebäude einschließlich altem Kessel- und Maschinenhaus und Kontorgebäude der Kohlmühle, Eingangsbereich mit Einfriedung. 

Hauptgebäude: dreigeschossig, mit Segmentbogenfenstern, Lisenenkolossalordnung, doppeltem Zahnschnittfries, Bahnseite: Kolossalordnung romanisierend in Bögen endend, Torseite: 4. Geschoss (in den 30er Jahren aufgestockt), mit dem gleichen Friesabschluss, Maschinenhaus: eingeschossig, große Segmentbogenfenster mit vielgliedrigen Industriefenstern, Lisenengliederung, doppelter Zahnschnittfries, Tonnendach aus Spannbeton (wohl in den dreißiger Jahren aufgesetzt), hoher, schmaler, prägnanter Aufzugsturm, Kontorgebäude: breiter Mittelrisalit, Erker, Fenster mit Sandsteingesimsen, originale Fenstersprossungen, Winterfenster, Fensterläden, tief heruntergezogenes Krüppelmansarddach, alte Biberschwanzdeckung – im Stil womöglich von Werkbundästhetik beeinflusst. 

Wohnhaus: alte Biberschwanzdeckung, Winterfenster, mit tief heruntergezogenem Krüppelmansarddach, Fenster mit Sandsteingesimsen, Fensterläden, originale Fenstersprossungen, breiter Mittelrisalit, Beamtenwohnhaus: dreigeschossiger, mächtiger Baukörper mit Mansarddach, gelben Klinkerwänden, Segmentbogenfenstern, Bahnseite mit Mittelrisalit, Kolossalordnung mit zwei Balkonen, altes Türblatt mit Jugendstileinfluss, Biberschwanzdeckung.
10. ↑  Auszugshaus, Oberdorfstraße 7: Fenstergrößen erhalten. Keller: Über Klappe im Fußboden des Erdgeschossflurs erreichbar, sorgfältig aus Sandsteinquadern gesetzt, H:1,75 m, B: 2,70 m, L: 3,35 m, Wasserrinne entlang der Ränder des Kellerraumes, nach außen entwässernd. Erdgeschoss: Stube mit Umgebindeteil (später holzverkleidet), straßenseitige Wand massiv, Fensteröffnung mit Korbbogen, einfache Balkendecke, Abfluss im Fußboden nach außen über einen Rinnenstein. Im Flur u. a. Reste des Rauchabzugs aus Lehm, Wand zur Stube verändert. In der Stalldecke Mittelbalken, Jauchegrube im Fußboden ca.1/2 m tief, Abfluss nach außen (Hanglage des Gebäudes), weiterer Stallraum. Obergeschoss: Holzverkleidete Oberlaube, Stube und Mittelkammer mit Lehmritzmustern, in Hinterkammer ursprüngliche Fenster mit Schiebeteil und Bleisprossen erhalten. Dach: Sparrendach mit Kehlbalken (lichte Höhe darunter 1,95 m), Sparrenabstände 1,10 bis 1,40 m, beide Giebelflächen mit Schwartenholz verschlagen, Dach zurzeit mit glasierten Industriefalzziegeln gedeckt (M. Hammer).
11. ↑  Die Rathewalder Mühle war Mahl- und Schneidemühle, Schneidemühle: Erdgeschoss aus Sandsteinquadern, Dach abgerissen, jetzt Terrasse, Radkammer und Reste der Technik vorhanden.
Wohnmühlenhaus: Obergeschoss Fachwerk, Giebel zum Teil verschiefert, korbbogiges Portal mit profiliertem Schlussstein (Müller-Wappen), an der Rückseite hölzerner Anbau mit Turm (sog. Bofe), stehende Gaupen. Pension: zweigeschossig, Obergeschoss Fachwerk, Krüppelwalmdach, zwei Mühlsteine an der Außenwand des einstigen Sägeschuppens.
12. ↑  Lindengut – Gutshof mit Einfriedung (Stützmauer) und zwei Torpfosten, drei Seiten Wohn- und Wirtschaftsgebäude, Obergeschoss Fachwerk. Wohnhaus mit altem Baukörper und Fenster im originalen Sinne, Sandsteinportal mit Schlussstein, zwei Seiten Anbauten im Schweizerstil mit Zierbalkons, verbretterten Sonnengiebeln, zeitgenössisches Türblatt, alte Hofpflasterung, Taubenhaus ca. 5 m hoch, Fenster gesprosst, Fachwerk unverändert, Erdgeschoss zum Teil verändert, Uhren-Dachreiter zu DDR-Zeiten entfernt. Einfriedung und Taubenhaus vor Ort im Januar 2013 nicht mehr vorhanden – Abbruch, zwei Torpfeiler Streichung 2013.
13. ↑  Evangelische Pfarrkirche Rathewalde. Kleine Saalkirche, 1689 durch Brand zerstört, der heutige Bau datiert 1860. Restaurierungen 1971/72 (Entfernung der Emporen) und 1987/88.
Verputzter Bruchsteinbau mit 3/8-Schluss, Korbbogenfenstern, Walmdach und hohem Dachreiter, Wetterfahne bezeichnet 1891. Im Innern flachgedeckt, eingeschossige Westempore, Ausstattung modern. Zwei Buntglasfenster mit Geburt und Kreuzigung Christi an der Ostseite, bezeichnet 1903 (Dehio Sachsen I, 1996). Bau mit 3/8-Chor und zwei Farbglasfenstern: Geburt und Kreuzigung, bezeichnet 1903, Fresco von Walther (Dresden, 1896) analog Matth. 11,28. Orgelempore, Eingang mit drei Pfeilern im klassizistischen Stil, bezeichnet 1863, Eule-Orgel.
14. ↑  Denkmal: Drei Granitpfeiler mit waagerechtem Abschluss, ca. 5 m hoch, auf rundem Sockel, Inschrift: „Vergeßt uns nicht“.
Ehrenhain: Denkmal auf hügelartiger Erhebung, von zwei Baumrondellen aus Winter-Linden (Tilia cordata) umgeben, dazwischen befindet sich ein Graben, schneckenartig gewundener Weg führt von Norden durch den Graben um den Hügel nach oben zum Denkmal, zum Kirchhof Reihe aus vier Winter-Linden (Tilia cordata), Baumrondelle durch Nachpflanzungen (Stiel-Eichen) nicht art- und standortgerecht ergänzt.
Bei dem Objekt handelt es sich außerdem um ein Bodendenkmal: „Wehranlage Schneckenberg“, mittelalterliche Turmhügelburg mit umlaufendem Graben und Außenwall.
15. ↑  Schloss: Mit 13 zu 4 Achsen, Mansarddach, späterer Turmeinbau: in der Mittelachse, oktogonal, mit Balkon, Zwiebel und Laterne, West-Seite klassizistisch überformt mit Putzquaderung und Dreiecksgiebel, glasierte Falzziegel, Tafel an der West-Seite: „Auf dem Rittergut weilte mit Vorliebe Ida von Lüttichau 1798–1856. Sie war eine der bedeutendsten Frauen der deutschen Romantik“. 

Gutspark: landschaftliche Anlage westlich des Herrenhauses, stark überformt, aber wertvoller Altgehölzbestand aus u. a. Linde (Tilia spec.), Rot-Buche (Fagus sylvatica), Hänge-Buche (Fagus sylvatica f. pendula), Blut-Buche (Fagus sylvatica f. purpurea), Feder-Buche (Fagus sylvatica 'Asplenifolia'), Hainbuche (Carpinus betulus), Rosskastanie (Aesculus hippocastanum), Berg-Ahorn (Acer pseudoplatanus), Stiel-Eiche (Quercus robur) und Lärche (Larix decidua) sowie Rhododendron, ehemalige Hauptzufahrt von Westen zum Herrenhaus mit drei Torpfeilern des Zufahrtstors aus Sandstein, Störfaktor: Sportplatz im westlichen Gutspark. 

Aussichtspunkt: wendet man sich am westlichen Ende des Gutsparks nach Südwesten erreicht man nach ca. 400 m auf einer Hügelkuppe einen Aussichtspunkt mit vier Linden, der den Blick in die Landschaft nach allen Richtungen erlaubt. 

Kessel: südlich des Ritterguts befindlicher Park, die Bezeichnung „der Kessel“ findet sich bereits auf den Meilenblättern (Freiberger und Dresdner Exemplar von 1782), kleine sentimentale Anlage in einem schmalen Tälchen entlang eines Bachlaufes mit landschaftlich geschwungenen Wegsystem und Altgehölzbestand aus u. a. Linde (Tilia spec.), Rot-Buche (Fagus sylvatica), Hainbuche (Carpinus betulus), Stiel-Eiche (Quercus robur), Rot-Eiche (Quercus rubra), Trauben-Eiche (Quercus petrea), Gelände fällt nach Norden zum Bach hin ab, im Osten der Anlage befinden sich zwei von ehemals vier Fischteichen, die Anlage mündet im Osten am sogenannten Schneckenberg (siehe ID-Nr. 09254146). 

Die Anlagen bilden einen vom Herrenhaus ausgehenden Spaziergang, der von dort nach Westen durch den Gutspark führt, sich dann nach Südwesten zum Aussichtspunkt wendet, und dann entlang eines Bachlaufs durch den Kessel nach Osten führt. An der Kirche erreicht man dann den sogenannten Schneckenberg, dem de, es sich um die Reste einer mittelalterlichen Turmhügelburg handelt. Von dort führt der Spaziergang dann wieder nach Norden zurück zum Herrenhaus. Die Gartenanlagen und der Kessel finden bereits im Poenicke (1856) Erwähnung: „Bei dem Obergute befinden sich die Wohn- und Wirtschaftsgebäude, nebst dem Herrenhause und sehr hübschen Gartenanlagen, sowie einem kleinen Parke, der Kessel genannt.“
16. ↑  Rittergutes Oberulbersdorf – ehem. Herrenhaus, heute Gemeindeverwaltung. Im Kern aus dem 16. Jh., E. 18. Jh. Erweiterung zu einem großen zweigeschossigen Barockgebäude mit Mansarddach, Turm an der Südseite (in Mauerflucht), E. 19. Jh. Restaurierung 1991–1993. Im Innern verändert. 

Die Wirtschaftsgebäude seit 1945 abgetragen oder umgebaut (Dehio Sachsen I, 1996).
Glasierte Falzziegel. Tafel an der West-Seite: „Auf dem Rittergut weilte mit Vorliebe Ida von Lüttichau 1798–1856. Sie war eine der bedeutendsten Frauen der deutschen Romantik.“ 

Schloss: 13 zu 4 Achsen, Mansarddach, späterer Turmeinbau: in der Mittelachse, oktogonal, mit Balkon, Zwiebel und Laterne, West-Seite klassizistisch überformt mit Putzquaderung und Dreiecksgiebel.
17. ↑  Evangelische Pfarrkirche. Schlichte Saalkirche mit 3/8-Schluss, Ende 17. Jh. Dachreiter von 1699, Neuerrichtung 1993. Restaurierungen 1817, 1830, 1932 und 1969–1974.
Im Innern flachgedeckt, eingeschossige Emporen an drei Seiten, im Osten farbig gefasster Prospekt der ehem. Patronatsloge. – Hölzerner Altar, in der Predella Abendmahl-Darstellung, darüber das von gedrehten Säulen gerahmte Mittelbild mit Ölberg-Szene, bezeichnet Gottfried Schaicker 1685. Reich skulptierte und farbig gefasste Sandstein-Taufe, bezeichnet 1602. Schlichte Holzkanzel, A. 17. Jh. An der Südwand sechs figürliche Grabplatten aus Sandstein, A. 17. Jh. Orgel von Leopold Kohl, 1858 (Dehio Sachsen I, 1996). Innen: flachgedeckte Saalkirche, gerader Chorabschluss, Altarretabel von 1685 (Gottfried Schaicker), dahinter Rundbogen, darüber Loge, Empore, sechs Grabplatten (17. Jh.) derer von Hermsdorf, Taufstein 1602, Orgel von Schäf (Freiberg) 1877/78, 1914 in Ulbersdorf angebracht, im Vorraum Grabplatten Anfang 18. Jh.